# Византийский император

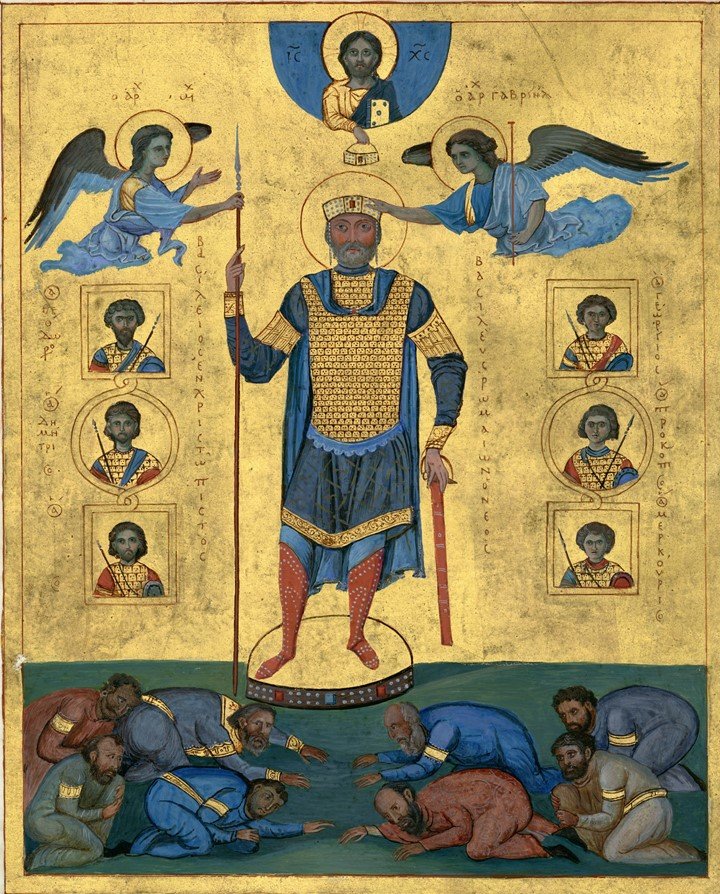
Император Василий II в триумфальном облачении, коронуемый ангелами

Византийский император (греч. Βασιλεύς και αυτοκράτωρ Ρωμαίων — «Василевс и автократор ромеев») ― человек, который находился на вершине пирамиды государственного аппарата и общества Византийской империи, выступая в качестве последней инстанции практически в любом вопросе. Идеологическое обоснование его власти восходит ко временам Римской империи, дополнившись христианскими и эллинистическими концепциями. Источником власти императора являлась божественная воля, выраженная в аккламации армии, сената и народа. В условиях отсутствия правовой определённости основанием для занятия престола часто служили военные успехи, а отсутствие чётко определённого порядка престолонаследия приводило к значительному количеству попыток узурпации власти, многие из которых были успешны.
Начиная с VII—VIII веков изменившиеся общественные условия привели к легитимизации передачи власти по рождению, багрянородности. Восприятие императора как богоизбранного правителя наделяло его уникальными полномочиями и привилегиями в церкви. Как персонификация высшей законотворческой власти, император не был связан нормами права и считался владельцем всей земельной собственности в империи. Хотя византийцы часто бунтовали против императоров и свергали их, а реальная власть императоров была небесспорна, мало кто оспаривал саму идею императорской власти, реальной основой которой являлись профессиональная армия, компетентный бюрократический аппарат, способность достаточно эффективно собирать средства на свои предприятия. Всё это скреплялось идеологической пропагандой, благодаря которой император являлся центральным образом византийской ментальности, и патриотизмом.
Обособление императоров от своих подданных подчёркивалось их уединением во дворце, где они вели жизнь, подчинённую строгим ритуалам и церемониям, восходящим к древнеримскому императорскому культу, сакральному статусу, использованию золота и пурпура в одежде.

## Идея императорской власти

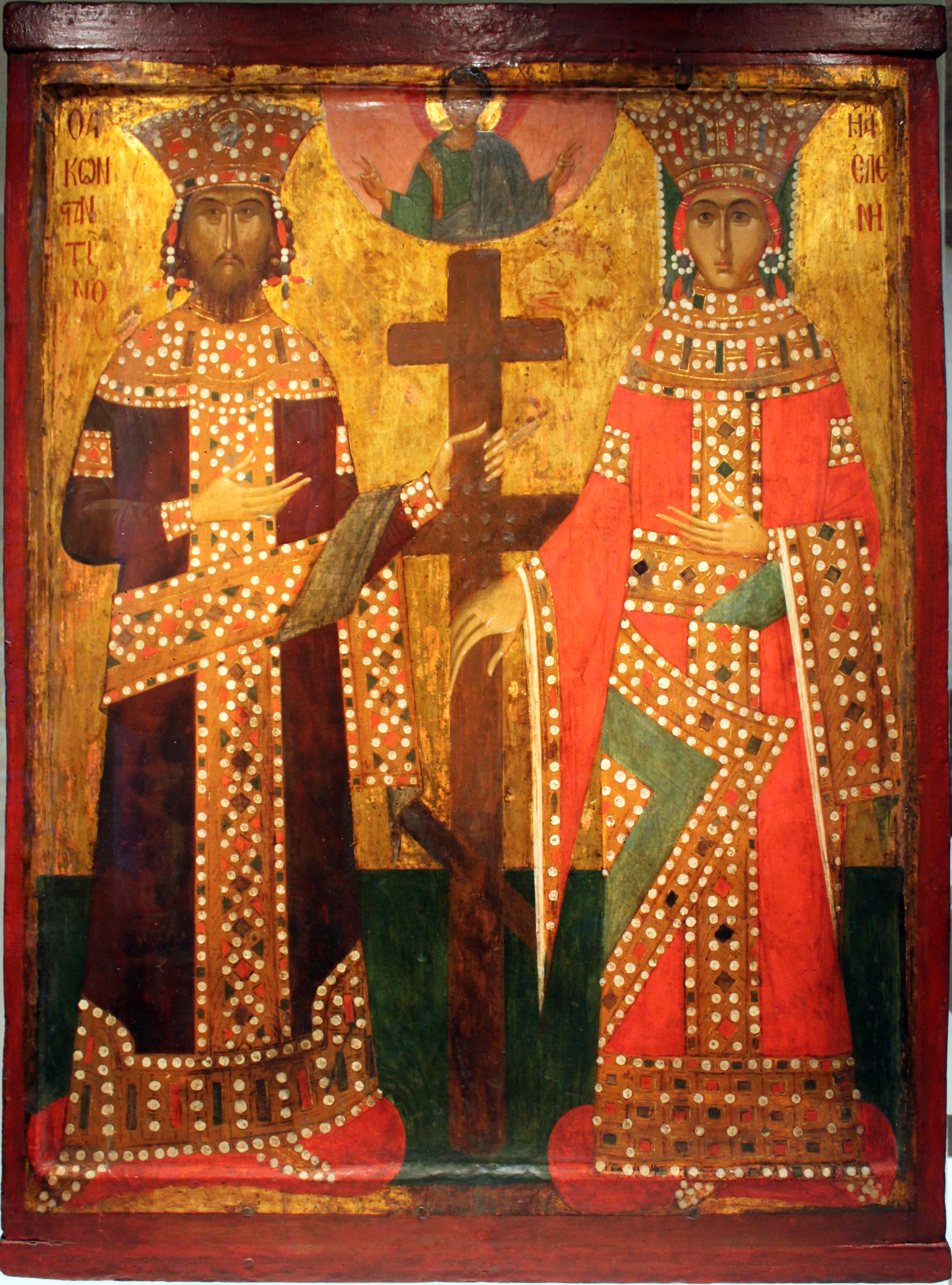
Икона «Император Константин и императрица Елена с Истинным Крестом», 1478 год

Квазиреспубликанская автократия, сложившаяся в Римской империи в период Октавиана, при последующих императорах постепенно менялась в сторону квазимонархии. При Траяне (98—117) впервые прозвучал принцип, что воля императора не может ограничиваться законом, а при Адриане (117—138) это уже стало правовой аксиомой. Начиная с Септимия Севера (193—211) императоры официально принимают титулование «господин» (лат. dominus), подчёркивая этим, что император уже не только лишь первый сенатор и главный военачальник, но и повелитель всех римлян.
С падением династии Северов начался период многочисленных военных переворотов, поставивших государство на грань гибели. Император Диоклетиан (284—305), положивший конец этому смутному времени, провёл серию реформ государственного управления, изменивших в том числе статус главы государства. Пошатнувшийся за период солдатских императоров престиж римского престола Диоклетиан поднял тем, что увеличил расстояние, отделявшее государя от подданных, и окружил его особу блеском восточных монархов. Под влиянием Персии, являвшейся в то время сильнейшим соседом Империи, к традиционным пурпурным облачениям императора добавился взамен лавровому венку принятый на Востоке головной убор в виде золотой диадемы, украшенной драгоценными камнями. По восточному обычаю особу императора окружили евнухи, и двор из походной штаб-квартиры, чем он был в течение долгого времени военных революций, превратился в огромное и весьма сложное в своём составе учреждение. Жизнь императора стал регулировать пышный этикет, и всякий, кого допускали до его лицезрения, должен был падать ниц по-восточному, а в знак своего внимания император позволял лобызать край своей порфиры. Служба при особе императора получила значение высокой чести; всё исходившее от него и его окружавшее называлось словом «священный»: священные щедроты, священная опочивальня, священный дворец и т. д. Диоклетиан приравнял себя Юпитеру, а своего соправителя Максимиана, с которым разделил империю, — Геркулесу. Эти определения были повторены и расширены в Кодексе Феодосия (V век).
Для общего обозначения императорского сана Диоклетиан стал употреблять слово лат. dominus, владыка, как раньше это сделал Аврелиан, называвший себя лат. Deus et dominus natus («Истинный Бог и владыка») на своих монетах. Слово dominus с тех пор на долгие века стало титулом императора. Однако, хотя ещё Ульпиан в III веке сформулировал принцип legibus solutus, сделавший правителя неподсудным законам, римский император никогда не превращался в восточного деспота, безответственного властителя имущества и личности своих подданных. Закрепление христианства в качестве государственной религии империи, случившееся при Константине Великом (306—337), освятило авторитет верховной власти идеей божьего избрания. Писатель конца IV века Вегеций, смешивая языческие и христианские представления, говорит о поклонении императору как богу во плоти. Христианское смирение Феодосия II (408—450), запрещавшего поклонение своим статуям и заявлявшего, что государь связан законами и что из авторитета права следует авторитет государя, было в целом нетипично. Так, Юстиниан I (527—565) гордо заявлял — «Бог подчинил императору законы, посылая его людям как одушевлённый закон».
Относительно того, существовала ли в поздней Римской империи абсолютная монархия, существуют различные точки зрения. Так, выдающийся немецкий историк Т. Моммзен применительно к Диоклетиану давал на этот вопрос положительный ответ, тогда как его английский коллега Дж. Б. Бьюри, рассматривая всю историю Византии, обосновывал утверждение, что византийское самодержавие имело многочисленные ограничения. Хотя своим подданным император представлялся как неограниченный монарх, имеющий возможность не стесняться законами, нарушать их по собственной прихоти, — когда он в действительности поступал как тиран, его действия не находили одобрения. Наличие фактической возможности не делало её законным правом. С юридической точки зрения император был не нарушителем законов, а их покровителем и защитником. Император обязан был выступать в качестве верховного законодателя и правителя, стремящегося к общему благу своих подданных, беспристрастного в благодеяниях и наказаниях, воздающего каждому по заслугам, поддерживающего прежде всего предписания священных книг, постановления семи Вселенских соборов и, наконец, вообще римские законы. С фактической точки зрения власть императора была ограничена косвенно в связи с двумя особенностями политического устройства Византии. Во-первых, отсутствие законодательно определённого порядка престолонаследия приводило к необходимости для императоров искать поддержки у народа, прежде всего жителей Константинополя, попадая, таким образом, в зависимость от переменчивого настроения толпы. Во-вторых, византийский консерватизм и привязанность к освящённым временем обрядам и внешним условиям жизни вели к тому, что, как замечает Н. А. Скабаланович, «неограниченный монарх должен был слепо покоряться сухой, бездушной и ни для кого не опасной форме, над монархом личным стоял монарх отвлечённый, сдерживал его и ограничивал».

## Титулование
Со времён Римской империи титулы императоров передавались в греческом языке с помощью соответствующих по смыслу аналогов: император / автократор, август / севаст и т. д. В течение первых веков нашей эры эти слова широко распространились в греческом языке, встречаясь не только в официальных документах, но и в художественной литературе. Но при этом в эпоху принципата императоры избегали использовать титулы, имеющие явный монархический оттенок. К числу таковых относился «рекс» (царь), греческим эквивалентом которого служил термин «басилевс», — едва ли в классической древнегреческой литературе можно найти хотя бы несколько случаев употребления этого слова для обозначения римского императора.
Однако на Востоке, в особенности в Египте, где августы воспринимались как преемники Птолемеев, слово «басилевс» активно использовалось уже в эпоху принципата, правда только в неофициальном ключе. С IV века термин «басилевс» широко распространился среди грекоязычного населения империи, но не использовался в качестве официального обозначения монарха до правления императора Ираклия I (610—641). В корпусе права Юстиниана I (527—565) употребляется лишь имеющее наиболее республиканскую коннотацию звание «принцепс», но в более поздних Новеллах — выражения типа «наша царственность» (др.-греч. ἡ ἡμετέρα βασιλεία).
Начиная с V века, греческим переводом слова «рекс» стало считаться др.-греч. ρήξ, которое признали подходящим для обозначения монархов варварских народов. Одновременно с этим «басилевс» стал синонимом «императора», что отразилось впоследствии и на официальном употреблении. Самое раннее использование термина «василевс» в официальном документе датируется 629 годом, при этом в документах начала своего царствования Ираклий именуется «автократором».
Изменение императорского титула Дж. В. Бьюри связывает с победоносным завершением войны 602—628 годов с Персией. Долгое время римские императоры признавали среди зарубежных монархов право именоваться василевсом только у персидских шахиншахов и христианских царей Абиссинии, последние из которых редко принимались во внимание. Соответственно, пока за пределами империи существовали сильные независимые василевсы, в Константинополе воздерживались от принятия этого титула. После того как персидский монарх был низведён до положения вассала и не считался более соперником, этот титул мог быть использован официально. В соответствии с концепцией всемирной монархии не могло существовать государя, равного византийскому: допустить это означало отрицать Константинополь как столицу мира и правителя Византии как господина вселенной.
Только в 812 году под влиянием тяжёлых поражений в войне с болгарами византийский император Михаил I Рангаве (811—813), заключяя договор с Карлом Великим, впервые именовал того василевсом. Возникновение титула «василевс римлян» (др.-греч. βασιλεύς Ρωμαίων) также часто относят к 812 году и связывают со взаимоотношениями с империей Каролингов, хотя есть основания считать, что этот титул употреблялся ещё в VII веке.

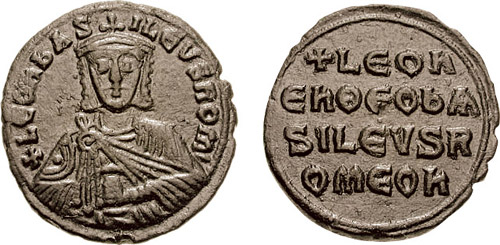
Бронзовый фоллис Льва VI Мудрого (886—912). Надпись на реверсе означает «Лев, милостью Божьей василевс римлян»

Начиная с Константина V (741—775) титул «василевс» фигурирует на монетах. В силу крайней консервативности это изменение медленно проникало в официальные документы. Прошло ещё не менее столетия, прежде чем слово «василевс» вновь стали чеканить на монетах, и только с этого времени можно считать, что «василевс» стал официальным титулом, заменившим «автократора». В последующие века понятие «автократор» приобрело самостоятельное значение и применялось к василевсам, обладавшим верховной властью в противоположность обладавшим только номинальной властью младшим соправителям самодержца.
Сакральную семантику слову «василевс» придавало его использование в Новом Завете в отношении Иисуса Христа, а в греческом переводе Ветхого Завета им обозначаются ветхозаветные цари. После венчания на царство патриархом Анатолием император Лев I Макелла (457—474) принял новый атрибут «боговенчанный». Сакральный характер власти василевса, его уникальное положение среди мирских властителей, следовал их его прямой связи с Богом и соответствовал идее единственности истинной христианской церкви. Согласно преобладающей в современной историографии точке зрения, такая концепция императорской власти сложилась при Константине Великом и без существенных изменений сохранилась до последнего императора Византии, Константина XI Палеолога (1449—1453).
Желая продемонстрировать всю полноту своей власти, императоры также часто принимали титул консула. В IV—VI веках это звание становится практической прерогативой императоров и членов их семей — подсчитано, что в этот период из 145 консулов 75 являлись представителями правивших династий. Одновременно с этим содержательно консульство резко обесценилось и стало своего рода церемониальным обрядом при вступлении императора на престол. В 541 году его отменил Юстиниан I, однако из политических соображений консульский титул периодически фигурировал ещё несколько столетий, пока не исчез окончательно при императоре Льве Мудром (886—912).

## Престолонаследие

### Правовая основа

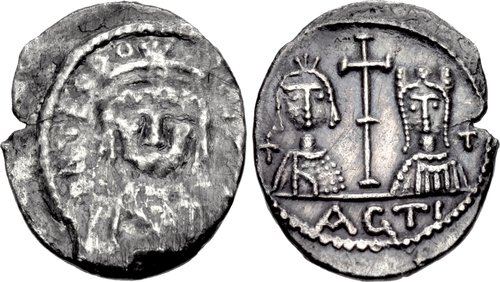
Изображения на некоторых монетах VI—VII веков могут свидетельствовать если не о зарождении династического принципа, то о приобщении к «императорской святости» членов правящей семьи. На монете достоинством в полсиликвы изображены император Маврикий (585—602), его супруга Константина и сын Феодосий

Византия, унаследовавшая римскую традицию выборности императора, представляла в этом отношении исключение среди прочих средневековых государств. Сравнивая природу монархии в Византии и в государствах германцев, немецкий историк Ф. Керн отмечает, что в отличие от характерного для неё принципа христианской монархии, в которой от должности неотделимы обязанности, исполнение которых делало правителя наместником Бога на земле, в варварских королевствах и государствах, пришедших им на смену, концепции «должности» не существовало вообще, а было только право родственников и потомков короля, впервые согласно Божественной воле занявшего трон, претендовать на право наследовать ему. По замечанию английского историка Ф. Грирсона, «божественность» царской власти у германцев могла относиться только к отдельному королю, но не ко всей династии, она явно или неявно признавалась народом, но не являлась следствием притязаний на божественное происхождение.
За тысячелетнюю историю Византии было создано очень мало текстов, излагающих принципы политической организации империи. Результатом правовой неопределённости вопроса престолонаследия является аномально высокое число государственных переворотов, которых за 1058 лет существования государства насчитывают 65. Только 34 императора за всю историю Византии умерли своей смертью. Несмотря на скептическое отношение к этому явлению — «болезни пурпура», по выражению Ш. Диля, сами византийцы относились к нему как к естественному порядку вещей. Историк Прокопий Кесарийский называет избрание Анастасия I (491—518) «законным голосованием». Анонимный автор трактата «О политической науке» (VI век), ставя этот закон на первое место среди фундаментальных законов империи, понимает его так, что кандидат на царское звание, достойный его, получает его от Бога по предложению граждан. Таким образом, по мнению немецкого историка Х. Г. Бека, приход к власти в результате переворота не рассматривался византийцами как нечто чрезвычайное, но как акт, имеющий конституционное значение.
Династическая идея, зародившаяся в IV веке, к середине VII века после многочисленных «военных провозглашений» утратила свои позиции. Тем не менее, она не была окончательно забыта, в частности, императоры-иконоборцы часто изображали на монетах своих сыновей-преемников. Занятие престола кем-либо давало основание претендовать на эту честь для членов его рода, особенно для детей, рождённых, согласно закону Константина Великого, возобновлённому Василием I Македонянином (867—886), в порфирной комнате. Династический принцип оформился при Василии I, который возвёл 6 января 870 года в царское достоинство своих старших сыновей Константина и Льва. Этим он, по выражению продолжателя Феофана, «ещё больше укоренился на троне и вознёс на него благородные царские побеги». С тех пор складываются династии, из которых Македонская сохраняла власть 189 лет, Комнины 104 года, Палеологи 192 года. К XII веку династическая идея настолько укоренилась, что панегирист Иоанна II Комнина (1118—1143) Михаил Италик определил императора как «провозглашённого в соответствии с законами наследника». Считается, что формально закона о престолонаследии в Византии не существовало, хотя некоторые исследователи полагают, что попыткой введения прецедента в этой сфере можно считать синодальный акт патриарха Михаила Анхиальского от 24 марта 1171 года, который содержит клятву верности императору Мануилу I Комнину (1143—1180) и его потомкам, с указанием, в каком порядке передаётся между ними власть.
Нежелательных претендентов на престол должно было останавливать то обстоятельство, что восстание против царствующего государя, помазанника Божия, считалось отступничеством и каралось анафемой. Однако церковь, охранявшая таким образом престол от узурпаторов, провозгласила вместе с тем устами патриарха Полиевкта, короновавшего Цимисхия (969—976), принцип, по которому помазание на царство смывает грехи. Таким образом, анафема грозила только неудачливым узурпаторам, которых после мятежа обычно казнили или ослепляли. При отсутствии закона, дававшего право на престол, признавался и имел силу один лишь факт, и государи заботились о том, чтобы предвосхитить факт в свою пользу. С этой целью использовались два основных приёма: система совместного правления (по определению Н. А. Скабалановича — «система сотоварищества») и избрание и назначение преемника престола царствующим государем. Эти способы иногда использовались одновременно.

### Формы соправительства

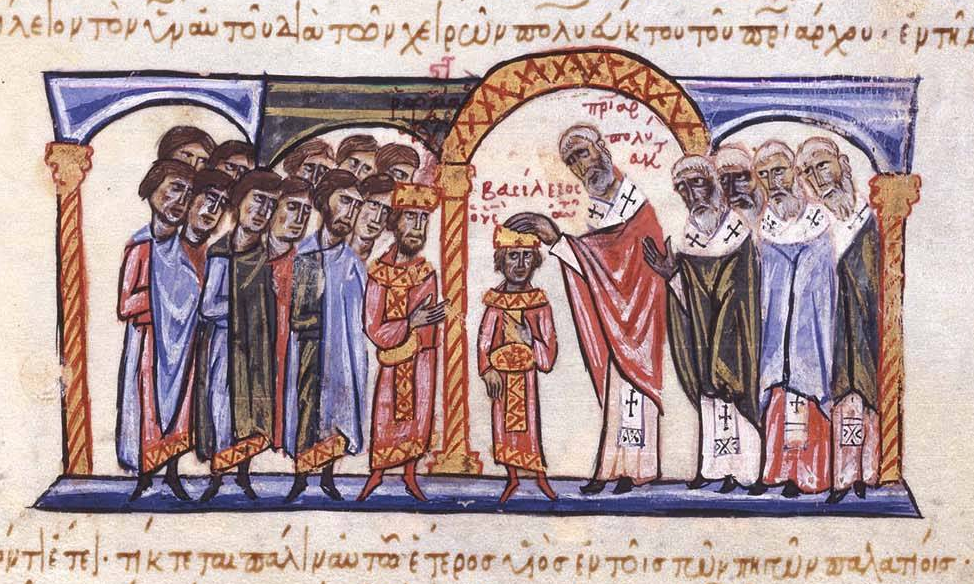
Патриарх Полиевкт коронует Василия II (976—1025) в качестве соимператора его отца, Романа II (959—963). Миниатюра из рукописи хроники Иоанна Скилицы, XII век

С конца III века, периода Тетрархии, Византия унаследовала форму разделения императорской власти между старшими императорами — августами — и младшими — цезарями (кесарями). Схема, типичная для IV века, продолжила своё существование и дальше. Последний император единой Римской империи Феодосий Великий (346—395), объявив сначала своим соправителем старшего сына Аркадия (395—408), а затем на случай, если у того не будет потомства, сделал соправителем своего младшего сына Гонория (395—423). Гонорий, получивший после раздела империи Запад, сделал в 421 году своим соправителем Констанция (421), мужа своей сестры. Их сын Валентиниан III (425—455) в год своей смерти сделал соправителем не являвшегося членом императорской семьи Прокопия Антемия (467—472). В это же время на Востоке Василиск (475—476), захватив власть, сделал цезарем своего сына Марка. Юстин II, Тиберий II и Маврикий I были цезарями до восшествия на престол. В дальнейшем титул цезаря всё чаще стал даваться сыновьям императора. Так поступали, невзирая на юный возраст своих сыновей, Маврикий, Ираклий I (610—641) и Юстиниан II (685—695 и 705—711).
С течением времени память о прошлом империи забывалась, императоры стали пренебрегать титулом августа, и звание цезаря стало даваться младшим сыновьям, братьям, дядям и прочим родственникам по капризу императора. При Комнинах роль второго лица в империи перешла к севастократору, а затем деспоту.
В общей сложности от Валентиниана I (364—375), разделившего власть со своим братом Валентом (364—378), до конца XI века соправительство встречается 11 раз.

### Усыновление
В Византии, как и ранее в Риме, усыновление было не более, чем политической формой передачи власти, вариантом соправительства. Само по себе оно не гарантировало имперской инвеституры, но совместное правление вместе с усыновлением давало усыновляемому императорские права и причисляло к числу августов. С этой точки зрения усыновление предшествовало соправительству. Закон и обычай приравнивали приёмных и родных членов семьи, в результате чего, например, за 84 года правления династии Юстиниана власть ни разу не передавалась от отца к сыну. Политическое законодательство не накладывало никаких дополнительных ограничений к усыновляемым относительно гражданского права, достаточно было быть гражданином империи.
В 574 году больной Юстин II (565—578), не желая передавать престол ни своей дочери Арабии, ни её мужу Бадуарию, ни своим брату и сестре, «усыновил Тиверия, комита экскубиторов, и нарек его кесарем и сделал его своим сопрестольником на ипподроме и в торжественные дни». Затем 26 сентября 578 года Юстин, в присутствии патриарха, сената, знати и духовенства, объявил Тиберия цезарем и соправителем, полностью передав себя его воле. С IX века в этом, до сих пор чисто политическом акте, появился религиозный аспект. Михаил III (842—867) был бездетен и, подобно Юстину II, не желая, чтобы престол достался его дяде, цезарю Варде, передал власть своему фавориту, красавцу-конюху Василию Македонянину, которого ему представил сам Варда. Объявление Василия приёмным сыном императора и коронация соправителем произошли вскоре после убийства дяди императора в праздник Пятидесятницы при участии патриарха Фотия в Софийском соборе. В ходе церемонии Михаил снял со своей головы диадему и передал Фотию, который отнёс её в алтарь и возложил на престол. Совершив молитву, патриарх возвратил диадему императору, который затем увенчал ею Василия.
Усыновлённый императрицей Зоей Михаил V Калафат (1041—1042) был последний, кто смог занять трон через усыновление. Вероятно, примеры Василия Македонянина, пришедшего к власти после убийства своего благодетеля, и Калафата, изгнавшего из дворца свою приёмную мать, оказались достаточными, чтобы последующие императоры остерегались вручать свою жизнь приёмным детям.

### Коронация

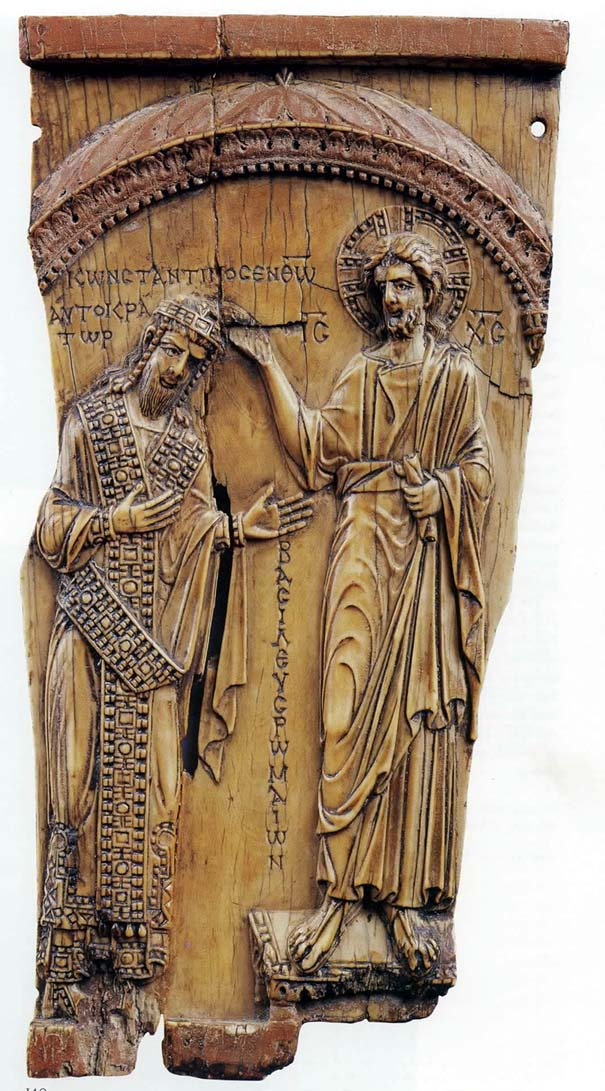
Иисус Христос коронует императора Константина VII (913—959), слоновая кость, коллекция ГМИИ им. А. С. Пушкина

За всю историю Византии правовые нормы, регулирующие коронацию, так и не сложились. Формы, в которых это действо проистекало, существенно отличались в разные исторические периоды. Информация о коронациях императоров V—VI веков известна из несохранившегося труда Петра Патрикия, фрагменты которого включил в свой трактат «О церемониях» император Константин Порфирородный (913—959). Благодаря им известно, что в первые века существования Византийской империи церемония коронации носила, согласно римским традициям, светский характер. Так, непосредственно после провозглашения Анастасия I (491—518) императором последовало коронование, в ходе которого Анастасий был, стоя во весь рост, поднят на щите, и командир ланциариев, поднявшись на щит, возложил ему на голову свой собственный шейный обруч, так называемый torques. Это была кульминация коронационного церемониала, соблюдавшегося при восшествии на престол императоров в ранней Византии. Как только обруч опускался на голову императора, войска поднимали опущенные на землю знамёна и раздавались славословия воинов и димов, что означало признание и провозглашение нового императора войском и народом. Начало этого обычая прослеживается как минимум с 360 года, когда император Юлиан Отступник был коронован в Лютеции. Сумма в 5 золотых и фунт серебра, выданная тогда Юлианом каждому солдату, приводится и в сообщениях о коронациях V и VI веков. Последним императором, коронованным по античному церемониалу, был Юстин II (565—578). К его преемникам Тиберию II (578—582) и Маврикию (585—602), как к соправителям своих предшественников, эта процедура не применялась. На рубеже VI и VII веков церемония переместилась из Ипподрома и Большого дворца в Софийский храм.
Описания церемоний коронации из основной части трактата Константина Порфирородного написаны с целью практического применения и основаны на прецедентах относительно недавнего прошлого. Глава 38 этого труда, озаглавленная «Что следует соблюдать при коронации императора», состоит из двух частей. В первой из них рассказывается о коронации императора патриархом на примере коронаций, относящихся к первой четверти IX века, а также о коронации соправителей на примере событий четвёртого десятилетия того же столетия. Существенным отличием от церемоний более раннего периода является полная утрата коронацией светского характера. Участие сената и народа также приняло формальный характер. Сопоставление с источниками конца VIII и XIII веков позволяет сделать вывод, что в течение этого времени обряд коронования сохранился без изменений. Аналогично описание Константина церемонии коронования кесарей совпадает с известным описанием для коронования сыновей Константина V (741—754).
Не известно точно, когда в эту церемонию было включено помазание на царство, которое со второй половины IX века считалось на Западе необходимым условием легитимного императора. По мнению Б. А. Успенского, впервые помазание византийского императора произошло при преемнике Константина, Романе II (959—963). В западной историографии распространена теория о том, что традиция помазания на царство в Византии началась 16 мая 1204 года, когда воцарился первый латинский император, Балдуин Фландрский (1204—1205). Описание этого ритуала, приведённое у Робера де Клари, позволяет сделать вывод, что Балдуину помазали предплечье, как это было сделано при помазании короля франков Пипина Короткого (751—768). Впоследствии в Византии помазывали голову коронуемого монарха. По версии Г. А. Острогорского, обычай миропомазания императора патриархом был впервые применён никейским императором Феодором I Ласкарисом (1205—1221). Другая группа византинистов, начиная с Ф. И. Успенского (Ш. Диль, Н. Бейнс и др.), предполагает, что обряд миропомазания существовал со времён императора Маркиана (450—457). Наконец, ряд историков полагают, что церковное коронование императоров патриархами вообще не имело места в Византии.
В поздний период византийской истории, согласно свидетельствам императора Иоанна VI Кантакузина (1347—1354) и Псевдо-Кодина (XV век), произошла теократизация самой царской власти, что проявилось в появлении дополнительных черт в обряде коронования. Согласно Кодину, император участвовал в великом входе, шествуя в начале этой торжественной церковной процессии, перед диаконами и священниками, несущими священные сосуды и Святые Дары. В этот момент он имеет скромный церковный чин депутата, что подчёркивает смирение императора. В определённый момент император, сопровождаемый диаконами, входит в алтарь, берёт кадило и, подобно дьякону, кадит крестообразно престол, затем кадит на патриарха, а патриарх, принимая кадило из рук императора, в свою очередь кадит на него. Если император пожелает причаститься после коронации, то он делает это вместе с духовенством в алтаре и принимает причастие прямо из чаши, «поднося уста к чаше, как иереи». Все эти черты, очевидно, проистекают из представления, что венчание на царство является своего рода священным рукоположением и наделяет императора особым духовным качеством. Однако наряду с этим сохранился и древний обычай поднятия на щит.

## Передача императорской власти. Исторический обзор

### IV—VI века. Становление идеи императорской власти

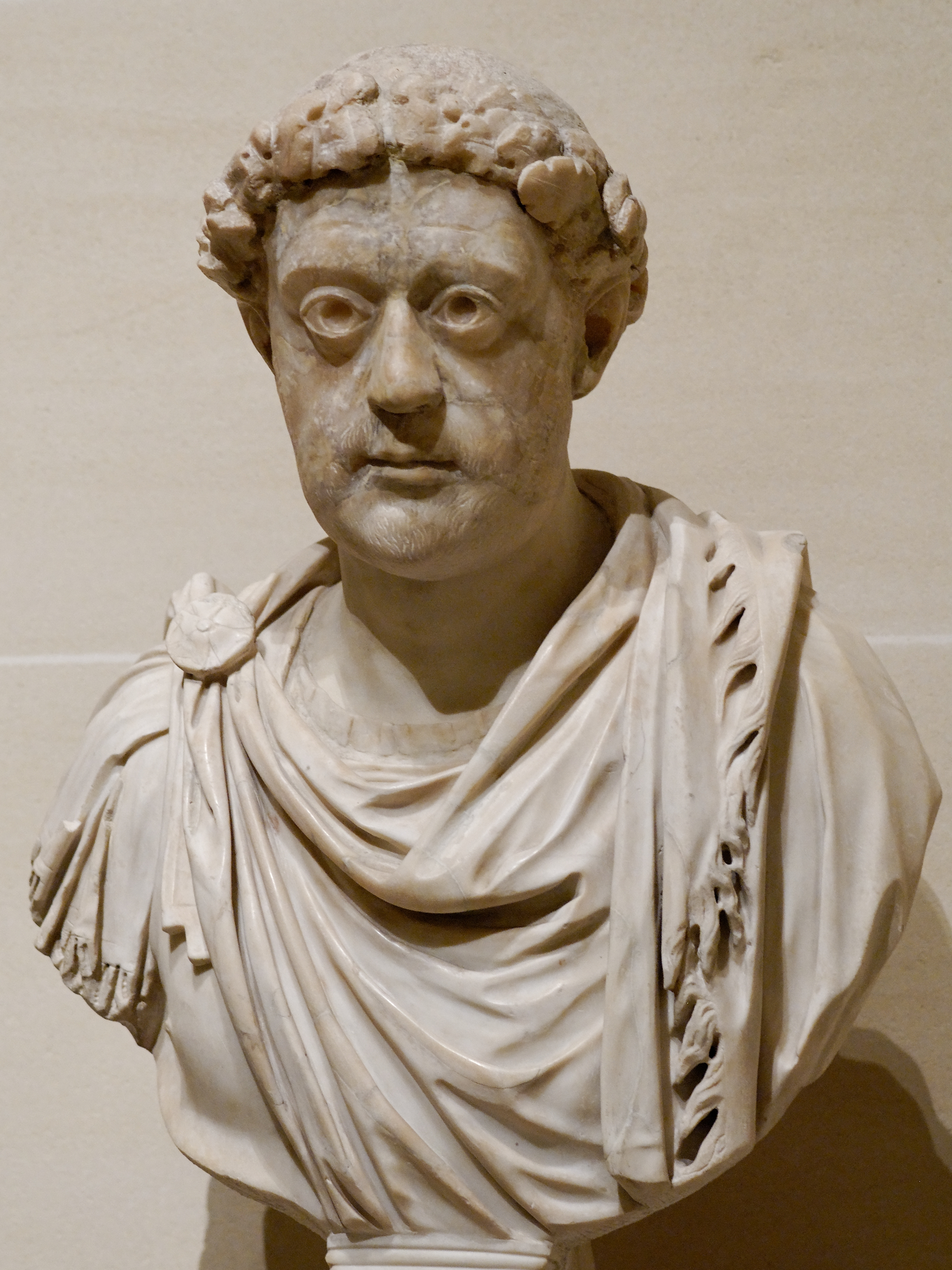
Бюст императора Льва I (457—474)

Исследование вопросов, относящихся к становлению византийских государственных институтов, сопряжено с некоторыми трудностями. Прежде всего, это отсутствие надёжных источников, поскольку византийцы так и не создали чёткой теории царской власти и государства в целом. Имеющиеся источники дают только спорадическую и часто противоречивую информацию. Сведения об исторических событиях дают преимущественно эмпирическое представление о границах царской власти, которые не могли быть безнаказанно превышены, но они не позволяют получить явное и полное представление о масштабах этой власти. Причины того, почему в восточной части империи не возникло потребности в чётких определениях — в отличие от её западной части, историки объяснят более благоприятными историческими обстоятельствами.
Складывающееся под влиянием христианства представление об императоре впервые можно обнаружить в панегирике, написанном Евсевием Кесарийским по случаю тридцатилетия правления Константина Великого (306—337). Согласно Евсевию, император является посредником между своими подданными и Богом: «изучив предметы божественные, и помышляя о великом, василевс ко всему этому стремится как к таким благам, которые превосходнее благ жизни настоящей. Он призывает небесного Отца, желает Его царства, всё совершает по чувству благочестия и, как учитель, научая своих подданных добру, преподает им богопознание великого Царя».

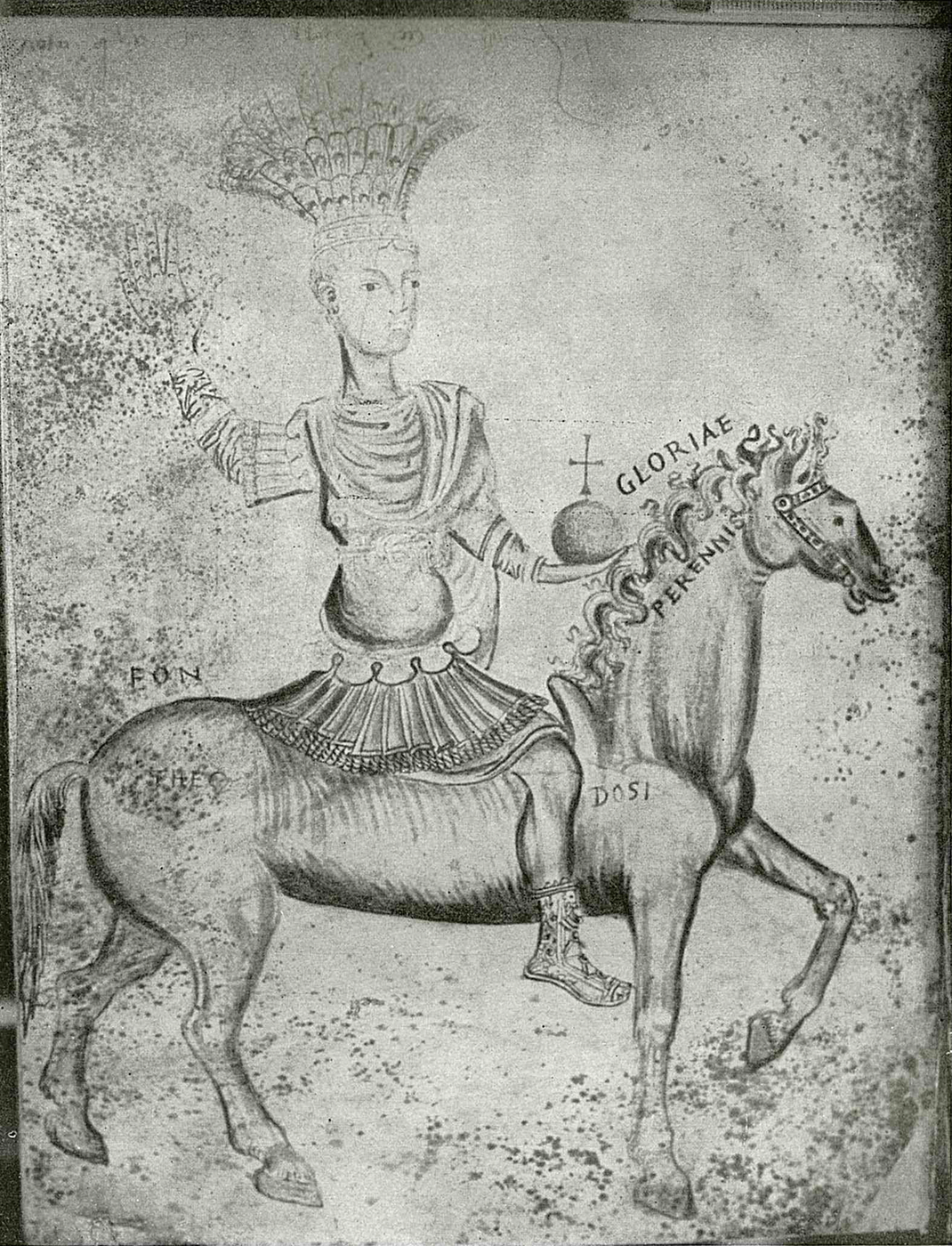
Изображение конной статуи Юстиниана I. Рисунок Кириака Анконского (1430 год)

Наряду с этим продолжали существовать старые римские представления эпохи принципата, в соответствии с которыми император избирался народом, в первую очередь армией. Эта идея двоякого происхождения власти императора, от Бога и от традиционных сената и граждан Рима, легко прослеживается в ранней византийской истории. Аммиан Марцеллин приводит рассказ о событиях, связанных с провозглашением императором Констанцием II (337—361) своего двоюродного брата Юлиана (361—363) цезарем. В своей речи перед армией император, обращаясь к слушателям как к судьям, говорит, что «желание сделать его <Юлиана> соправителем я ставлю в зависимость от вашего согласия, если вы считаете это полезным для отечества». Однако тут его речь была прервана: «раздавались возгласы о том, что это решение самого верховного божества, а не человеческого разума». Тот же автор, рассказывая о вызванной смертью Иовиана (363—364) дискуссии, говорит, что новым императором в результате обсуждения среди «высших гражданских чинов вместе с военными командирами», а затем «по внушению бога небесного без возражений с чьей-либо стороны» был избран Валентиниан I (364—375). Избрание Валентинианом своего брата Валента (364—378) было произведено по совету полководца Дагалайфа и как бы помимо воли избранного императора, «сознавая, что государственные дела огромной важности, и притом неотложные, превосходят его силы». Передавая власть своему сыну Грациану (375—383), Валентиниан также счёл необходимым заручиться согласием армии.
С середины V века роль армии в избрании императора уменьшается. В 450 году по восшествии на престол Маркиан (450—457) пишет папе Льву I, что «на великое царство я взошёл по божественному провидению, решению удивительного сената и всего войска». Источники по-разному представляют события, приведшие к избранию Маркиана, ради брака с которым императрице Пульхерии пришлось нарушить обет безбрачия, но в конечном счёте судьба престола решалась переговорами влиятельных людей империи, а не армией. В избрании императора Льва I (457—474) важную роль играли как армия в лице выдвинувших его полководцев Аспара и Флавия Ардавура, так и сенат, вотум которого было необходимо получить. Наряду с сенатом и армией в IV—VI веках важнейшую роль играла активная часть городского населения Константинополя — партии ипподрома («димы», др.-греч. δήμοι). Народ, недовольный правлением «инородца и еретика» Зенона (474—491), требовал от императрицы Ариадны в преемники ему человека правоверного и добродетельного, который заодно изгнал бы из государственного аппарата воров. Избранный вслед за тем Анастасий I (491—518) в своей речи к народу подчёркивал, что «принять заботу о царстве ромеев», помимо воли августы Ариадны и высших вельмож, его побудили «избрание славнейшего сената и согласие могущественных войск и благочестивого народа». Благодаря рассказу Петра Патрикия в подробностях известна история избрания Юстина I (518—527) — закулисные интриги в пользу различных кандидатов и попытки апеллирования к народу. Приход к власти Юстиниана I (527—565), племянника и соправителя Юстина, не был отмечен какими-либо затруднениями. Преемник Юстиниана, Юстин II (565—578) был вначале провозглашён императором в присутствии сената и лишь затем представлен народу и войску.
Обобщая тенденции данного периода истории, И. Караяннопулос отмечает, что сохранение императора на троне зависело от того, насколько тот обладал чувством долга и успеха в исполнении своих обязанностей. Если он исполняет свои обязанности ненадлежащим образом, он тем самым преступает божественный закон, в результате чего народ может осуществить своё право на сопротивление власти. Со своей стороны, избранный народом и имеющий перед народом реальные обязательства император путём усиления помпезности своего двора и придворного быта стремился придать своей власти трансцендентный характер. Эти «либеральные» взгляды существовали до восстания Ника, после которого Юстиниан I больше не признаёт свою власть происходящей от народа и далее подчёркивает в своих новеллах, что власть в империи ему дал только Бог. Соответственно, обязанности императора перед народом проистекают только вследствие желания Бога. Перемену в императоре после восстания, появление у него деспотического тона отмечает Прокопий Кесарийский в памфлете «Тайная история».

### VII век. Формирование монархической идеи

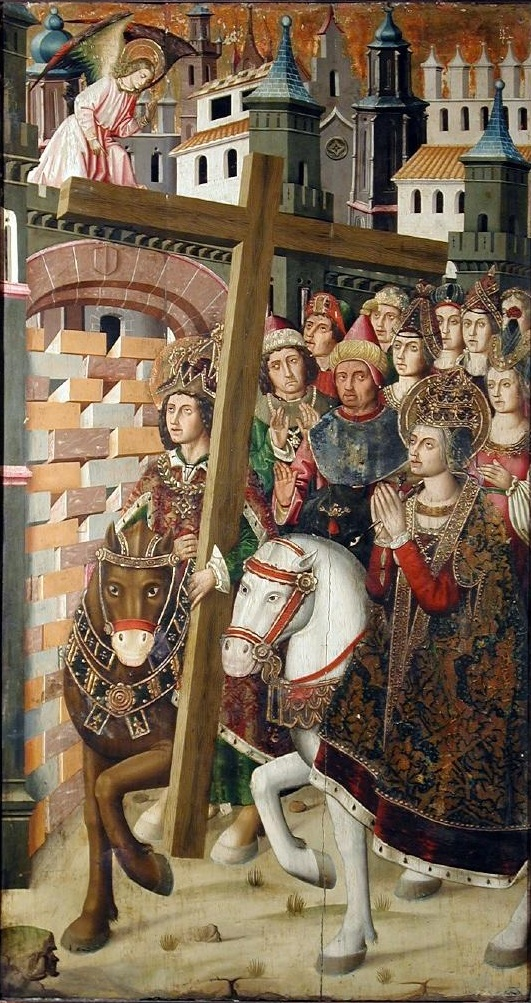
Возвращение Ираклием в результате победоносной войны с Персией Животворящего Креста позволило сравнить его с Константином Великим, мать которого равноапостольная Елена впервые обрела эту реликвию. На картине Бернат, Мартин (XV век) Елена и Ираклий вместе несут Животворящий крест

В конце своего непродолжительного царствования Тиберий II (578—582), не имея наследника, устроил помолвки своих дочерей — Константины с полководцем и триумфатором 582 года Маврикием и Хариты с патрикием Германом. Обоих зятьёв он сделал цезарями. Перед смертью Тиберий сделал окончательный выбор в пользу Маврикия, возложив «венец и бармы» на Маврикия (582—602). Маврикий, человек недалёкого ума и лишённый государственных талантов, после серии военных неудач и природных катастроф, утратил поддержку народа и недовольной скупостью императора армии. Во главе мятежа встал солдат Фока (602—610). Окончательно судьба империи решилась благодаря активной позиции партий ипподрома (демы). После того как Маврикий бежал, а Фока ещё не выразил явно желания стать императором, партии предпочли Фоку патрикию Герману. На третий день после венчания на царство Фока в белой колеснице отправился во дворец, разбрасывая на своём пути золотые монеты; войскам был направлен согласно обычаю подарок. На пятый день состоялась коронация его супруги Леонтии. После того как партии попробовали продолжить беспорядки и требовать возвращения Маврикия, свергнутый император и его сыновья были казнены.
Положение Фоки было непрочно. Персидский шахиншах Хосров II отказался признать его законным правителем и объявил себя мстителем за Маврикия. В 603 году демы начали восстание, а вдова Маврикия и патрикий Герман готовили дворцовый переворот, распространяя слухи, что старший сын Маврикия Феодосий жив. Заговор был раскрыт, и 7 июня 605 года его участники были казнены. Личным оскорблением Фока посчитал почести, которые демы оказали в 607 году комиту экскувиторов Приску, мужу его дочери Доменции, поместив их изображения рядом с императорскими. Недовольный реакцией императора Приск, считавший себя вероятным наследником, вступил в соглашение с начавшим в Африке мятеж Ираклием Старшим. В 609 году начался мятеж, и уже 3 октября 610 года Ираклий I (610—641) вступил в Константинополь. Фока был казнён вместе со своим братом и ближайшими соратниками, на ипподроме был сожжён его портрет.
Наследование власти в династии Ираклия было осложнено тем, что Ираклий был женат дважды. В день своей коронации он венчался с Флавией Евдокией, но та страдала эпилепсией и умерла вскоре после рождения сына Константина. Второй брак Ираклия на своей племяннице Мартине был встречен с осуждением церковью и народом. То, что из девяти родившихся в этом браке детей четверо умерли во младенчестве, а двое старших сыновей родились калеками, по общему мнению считалось знаком Божьим. Враждебность народа к Мартине усиливалась от того, что она стремилась обеспечить право на престол своим детям в обход сына Евдокии. Тем не менее, она была увенчана царским венцом, получила титул августы и приняла имя Анастасия-Мартина. Согласно воле Ираклия, после его смерти, последовавшей 11 февраля 641 года, империей должны были править совместно его сыновья Константин III (641) и Ираклона (641), а Мартина должна была рассматриваться обоими правителями как «мать и императрица». Народ, согласившись принять сыновей Ираклия, отказал Мартине в правлении государством, в результате чего она была вынуждена удалиться от двора. Преждевременная смерть Константина, которую народ приписывал отравлению, приверженность Мартины монофелитству привели к тому, что в сентябре Мартина и Ираклона были свергнуты. По постановлению сената — впервые в византийской истории — произошло нанесение увечий по политическим причинам: Мартине отрезали язык, а Ираклоне — нос. Эта традиция, имеющая восточное происхождение, предполагала, что наличие физических недостатков является признаком непригодности к занятию должности.

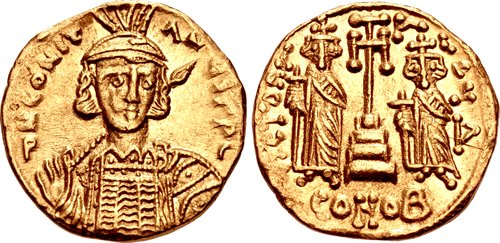
Солид Константина IV с изображением на реверсе его братьев Ираклия и Тиберия

Возведённый таким образом на престол одиннадцатилетний сын Константина III, Констант II Погонат (641—668) в своей речи отметил роль сената, чей «приговор с волею Божиею справедливо лишил престола её <Мартину> и сына её, чтобы не видеть беззакония на римском престоле». Очевидно, эти слова, вложенные в уста императора самими сенаторами, отражали возросшую в годы смуты роль этого органа власти. Ведя активную внешнюю политику, Констант впервые за столетия после падения Западной Римской империи посетил Рим в 663 году, однако не остался там. В 668 году Констант был убит своим слугой в Сиракузах, возникший после этого на Сицилии мятеж узурпатора Мезезия был вскоре подавлен. Восшествие на престол старшего сына Константа, Константина IV (668—685), не было отмечено какими-либо значимыми событиями, однако ещё при жизни его отца его младшие братья Ираклий и Тиверий были коронованы как императоры и считались соправителями. В 670 году Константин IV своим указом подтвердил их равные с ним права. В 681 году Константин, стремясь к неограниченному правлению, решил отнять у своих братьев все императорские права. Несмотря на сопротивление сената и армии, сохранявших верность старому обычаю, Константин лишил братьев титулов, в конце 681 года отрезал им носы. С тех пор, по мнению историка Г. А. Острогорского, укрепились принципы единодержавия и монархического престолонаследия. Институт соправительства, хотя и сохранился, перестал оказывать влияние на государственное управление, если старший император был совершеннолетний и дееспособный. После скоропостижной смерти Константина ему наследовал 16-летний Юстиниан II (685—695 и 705—711). Первое правление Юстиниана II, отмеченное успешными войнами против славян, масштабными внутренними реформами и активной религиозной политикой, было в целом удачным. Однако антиаристократическое направление внутренней политики привело к тому, что в результате мятежа аристократической партии венетов Юстиниан II был свергнут и лишён носа.

### VIII век. Ветшание имперской идеи

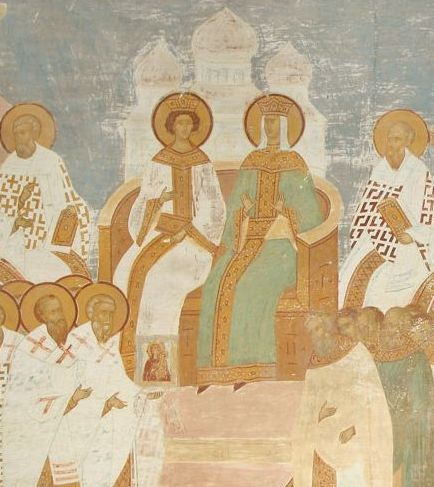
Императрица Ирина и Константин VI на Седьмом Вселенском соборе (фрагмент фрески Дионисия, Ферапонтов монастырь, XV век)

Свергнутый и безносый Юстиниан II был сослан в Херсонес, однако ни свергнувший его Леонтий (695—698), которого в свою очередь сверг при поддержке прасинов и лишил носа Тиверий III (698—705), ни сам последний не смогли основать новой династии. В 705 году при поддержке болгарского хана Тервеля Юстиниан вернул себе трон, доказав тем самым недостаточную действенность лишения носа при нейтрализации претендента на престол — в дальнейшем эта мера не применялась к неудачливым претендентам и низложенным императорам. Соправителями Юстиниана были провозглашены не только его хазарка-жена, получившая новое имя Феодора в честь жены Юстиниана I, и их сын Тиверий, но и Тервел, что стало первым случаем, когда подобную честь получил иностранный правитель. Перед своим отбытием на родину кесарь Тервел принял славословия византийского народа, восседая на престоле рядом с императором. В результате мятежа, начавшегося в Крыму, Юстиниан II был свергнут и убит вместе с сыном.
«Чехарда» слабых императоров завершилась с приходом к власти Льва III Исавра (717—741), которому удалось основать династию. В день крещения он объявил соправителем своего сына Константина (741—775), положив начало традиции коронации родившихся в порфире младенцев. В 726 году от имени их обоих вышел сборник законов «Эклога». Константин V имел шесть сыновей, и из них старший Лев IV (775—780) был назначен соправителем при крещении, Христофор и Никифор получили титул кесаря в 769 году. Средние сыновья Никита и Анфим стали новелиссимами при жизни отца, а самый младший, Евдоким, получил этот титул уже в правление Льва. Ни одного из своих братьев Лев не назначил соправителем и преемником, и только в 776 году, по требованию войска, он венчал на царство своего пятилетнего сына Константина (780—797). Уступая просьбам народа, Лев «приказал им присягнуть и всё войско присягнуло на честных и животворящих древах, и легионы, и сенат, и внутренние отряды, и все граждане, и мастеровые, не принимать другого царя кроме Леона, Константина и семени их и собственноручно все подписали письменную присягу». То, что для укрепления прав своего старшего сына Лев предпочёл опереться на волю народа означает, что в это время принцип единовластия с распространением на престол только старшего сына ещё не был очевиден для византийцев. После скоропостижной смерти Льва императором стал 10-летний Константин, официально разделивший престол со своей матерью Ириной, которая смогла пресечь заговор в пользу Никифора. Даже после достижения сыном совершеннолетия Ирина не хотела выпускать власть из своих рук. Естественным образом вокруг каждого из них образовались партии, имеющие при этом противоположные религиозные взгляды. Когда Ирина потребовала от армии принесения ей присяги, в которой бы она упоминалась на первом месте, а Константин как её соправитель на втором, её поддержала европейская часть армии, но против выступили малоазийские войска, в результате чего в октябре 790 года Константин VI смог стать единовластным правителем. Однако Константин не был сильным правителем, и в 792 году Ирина смогла вернуть прежнюю схему совместного правления. Когда после поражения от болгар снова началось движение в пользу Никифора, по приказу Константина тому были выколоты глаза, а остальным дядьям были отрезаны языки. Последовавшая за этим гражданская война и развод лишили Константина всяческой поддержки, и когда по приказу его матери он был ослеплён в 797 году, никто не встал на его защиту. В результате Ирина стала первой женщиной, управлявшей Византией не как регента, но от собственного имени. Примечательно, что в законодательных актах Ирина обозначала себя как «василевс», а не женской формой этого титула «василисса» (др.-греч. βασίλισσα).
25 декабря 800 года папа римский Лев III в соборе Святого Петра в Риме возложил императорскую корону на голову Карла Великого. Этот акт стал кульминацией начавшегося задолго до этого процесса падения авторитета Византии в глазах Рима. Карл, подчинив Баварию и Саксонию, разгромив лангобардов — выполнив задачу, оказавшуюся Византии не по силам, превратил своё государство в величайшую державу тогдашнего христианского мира. По замечанию Г. А. Острогорского, «трагедией старой Империи было то, что в то время, когда во главе франкской державы стоял один из величайших правителей Средневековья, её собственная судьба находилась в руках женщин и евнухов». Коронация Карла, проведённая по образцу византийских церемоний, подрывала основополагающий принцип единственной Империи, которой до того времени являлась Византия. С тех же позиций исходили и в Риме, подразумевая под Империей возрождённую Западную империю. Тем не менее, Карлу пришлось решать связанные со своей коронацией проблемы. Попытка объявить престол Константинополя вакантным, поскольку его занимала женщина, ни к чему не привела. В 802 году в Константинополь прибыло посольство Карла и папы с предложением Ирине вступить в брак с их государем «чрез то соединить восток с западом». Однако вскоре после их прибытия Ирина была свергнута, и решение проблемы было отложено.

### Первая половина IX века. Дворцовые перевороты и Аморийская династия
Очередной удар престижу императорской власти нанесла гибель императора Никифора I (802—811) в войне с болгарами — с тех пор, как при Адрианополе в 378 году погиб император Валент, ни один византийский император не становился жертвой варваров. Выживший, но тяжело раненый сын Никифора Ставракий был провозглашён императором в Адрианополе, затем был перевезён в Константинополь. В условии неопределённости, когда не было ясно, выживет ли Ставракий или нет, на престол претендовали его супруга Феофано и муж его сестры Михаил (811—813), который и одержал победу. Поставленный перед свершившимся фактом, Ставракий отрёкся от престола, постригся в монахи и умер спустя три месяца. В связи с изменившимися внешнеполитическими обстоятельствами при Михаиле Карл Великий был, наконец, признан императором, что могло рассматриваться как возвращение к схеме соправительства императоров Востока и Запада, существовавшей до V века. Михаил также не смог добиться успехов в борьбе с болгарами и в 813 году был свергнут в результате переворота в пользу Льва Армянина (813—820), программа которого заключалась в восстановлении военного могущества Византии и возрождении иконоборческого движения, отвергнутого при Ирине. Несмотря на то, что Лев добился некоторого успеха в поставленных целях, в 820 году он был свергнут в результате дворцового переворота, приведшего к власти Аморийскую династию.
Основной проблемой, с которой столкнулся Михаил II Травл (820—829), было восстание Фомы Славянина, объединившее широкие слои недовольного населения империи. Фома был венчан на царство Антиохийским патриархом при согласии халифа, его поддержала большая часть малоазийских фем и флот, тем не менее, в октябре 823 года он был схвачен и после пыток казнён. В отличие от неграмотного Михаила, его сын и наследник Феофил (829—842) был весьма образован, ценил византийское и арабское искусство и стремился стать идеальным правителем. Подобно Харуну ар-Рашиду, он совершал прогулки по городу, ведя разговоры со своими подданными и принимая от них жалобы, после чего примерно наказывал виновных, невзирая на чины и звания. Поскольку долгое время у него в браке с Феодорой рождались только дочери, Феофил объявил своим наследником жениха своей дочери Алексея Мозеле. Однако затем Мария умерла, а Феодора родила сына, и необходимость в Мозеле отпала.

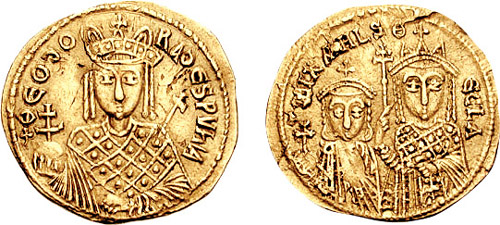
На необычном золотом солиде времён регентства Феодоры маленький Михаил изображён с сестрой Феклой на реверсе, в то время как портрет его матери в императорских одеждах помещён на аверсе

Правивший четверть века Михаил III (842—867) не имел ни способности, ни желания управлять государством. Ему было только два года, когда смерть отца сделала его императором. Согласно обычаю, регентом при нём должна была быть его мать Феодора, однако желанием покойного императора в число регентов были включены дядя императрицы Мануил и логофет Феоктист. Благодаря легкомысленному характеру Михаила опека над ним продолжалась и после срока, предусмотренного законодательством, однако в 856 году по инициативе другого брата Федоры, Варды, чувствовавшего себя обделённым при дворе, произошёл переворот. Феоктист был убит, Михаил был провозглашён единственным императором при фактической передаче власти Варде. Феодора оставалась во дворце ещё два года, пока не была пострижена в монахини вместе со своими дочерьми. Через восемь лет Варда, возведенный в кесари в 862 году, был свергнут в результате заговора, организованного новым фаворитом Михаила Василием. 21 апреля 866 года Василий собственноручно убил Варду, а месяц спустя Михаил короновал его как соимператора. Их совместное правление продолжалась менее полутора лет. В сентябре 867 года Василий, опасаясь возвышения очередного фаворита, сверг Михаила и стал основателем новой династии.
В обширной исторической литературе, появившейся в правление Македонской династии, излагается исключительно негативная точка зрения на Михаила III, представляющая его как пьяницу и еретика. В XX веке наметилась тенденция к улучшению его образа как человека, нелишённого дарований и мужества. Тем не менее отмечается, что последовательное применение убийства как метода избавления от неугодных министров не было в то время распространено «даже в Византии». Чрезвычайно недальновидным было его отношение к Василию, который будучи возведён даже не в кесари, а в августы, не получил права появиться на золотых и серебряных монетах. Это не могло не восприниматься Василием как указание на непрочность его положения.

### IX—XI века. Македонская династия

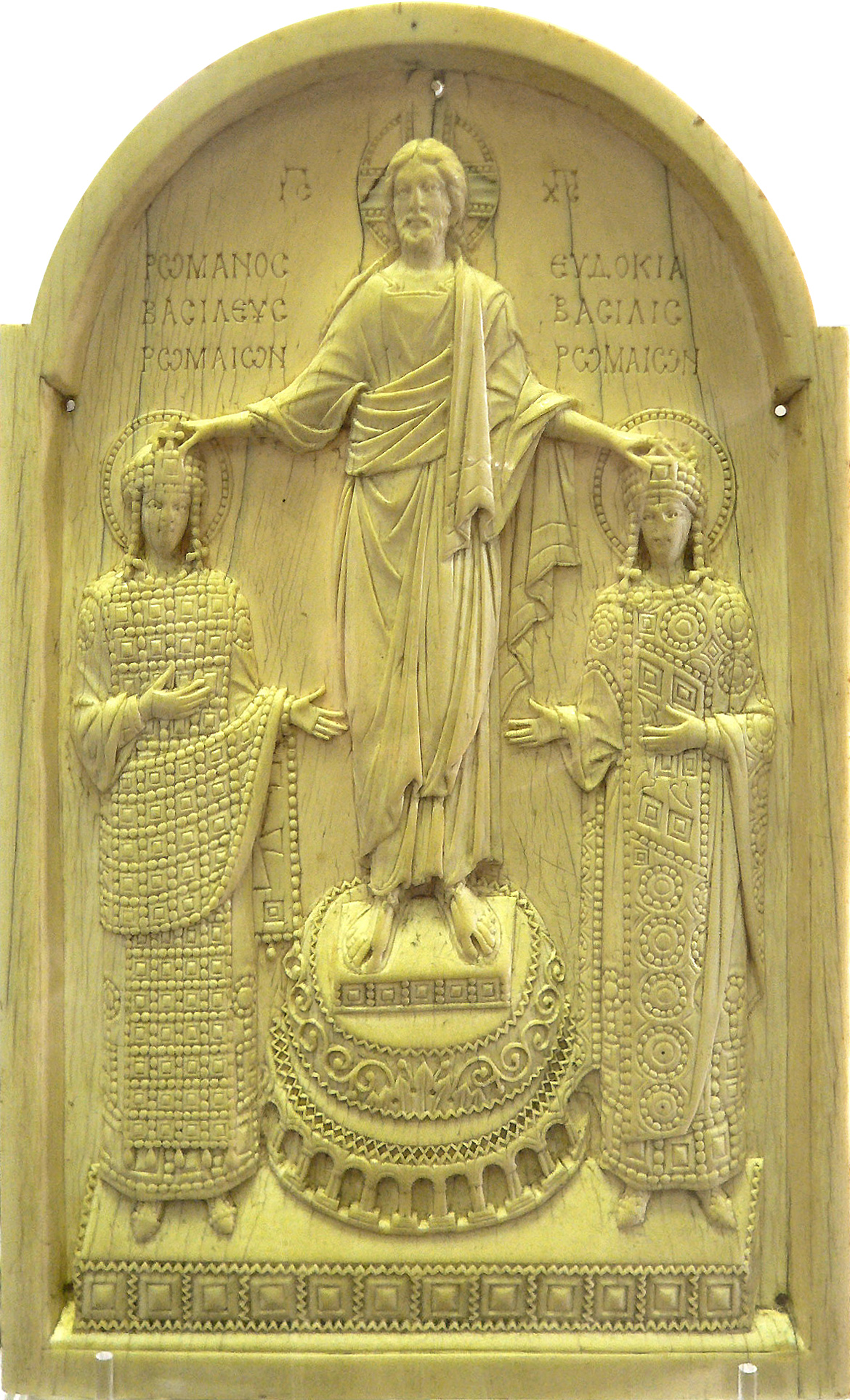
Иисус Христос коронует Романа II (959—963) и Евдокию. Этот неравный брак с незаконной дочерью короля Италии Гуго Арльского был заключён в 946 году по желанию Романа Лакапина. В 949 году Евдокия умерла. В память об этом была создана Коронация Романа и Евдокии из слоновой кости, хранящаяся сейчас в Национальной библиотеке Франции

По уже сложившейся традиции через непродолжительное время после захвата власти Василий Македонянин поочерёдно короновал соправителями своих трёх старших сыновей, из которых Константин и Лев родились до вступления Василия на престол. Младшему сыну Стефану была уготована духовная карьера, и в правление своего брата Льва он стал патриархом. В 879 году старший сын Василия, Константин, умер, и престол занял Лев VI Мудрый (886—912), формально деля власть со своим братом Александром (886—913). Известно, что отношения между братьями были натянутые, в связи с чем выдвигались гипотезы о том, что какое-то время Александр был лишён титула соправителя. Плодовитый законодатель и писатель, Лев VI не был удачлив в государственных делах и личной жизни. Только в четвёртом браке у него родился наследник Константин (913—959). Абсолютная неприемлемость с точки зрения того времени привела к острому конфликту между императором, не желающим отказаться от брака с Зоей Карбонопсиной, и патриархом, в результате чего крещёный в январе 906 года Константин был коронован в мае 908 года или даже в июне 911 года. 12 мая 912 года Лев VI умер, и единственным правителем стал Александр. После почти 40 лет легкомысленной жизни и пребывания в тени старшего брата, он был так рад, что наконец стал самодержцем, что на немногих сохранившихся его монетах помещена надпись др.-греч. αύτοκράτωρ πιστός εύσεβής βασιλεύς 'Ρωμαιων («Истинный самодержец и благочестивый василевс Ромеев»). Это первый случай появления слова «самодержец» на византийских монетах. Ни одна из его монет не содержит и намёка на существование Константина. Не имея собственного наследника, он строил планы устранить Константина, однако погиб раньше в результате несчастного случая, хотя и успел перед смертью назначить регентский совет во главе с патриархом Николаем Мистиком, в который не вошла ранее постриженная в монахини Зоя.

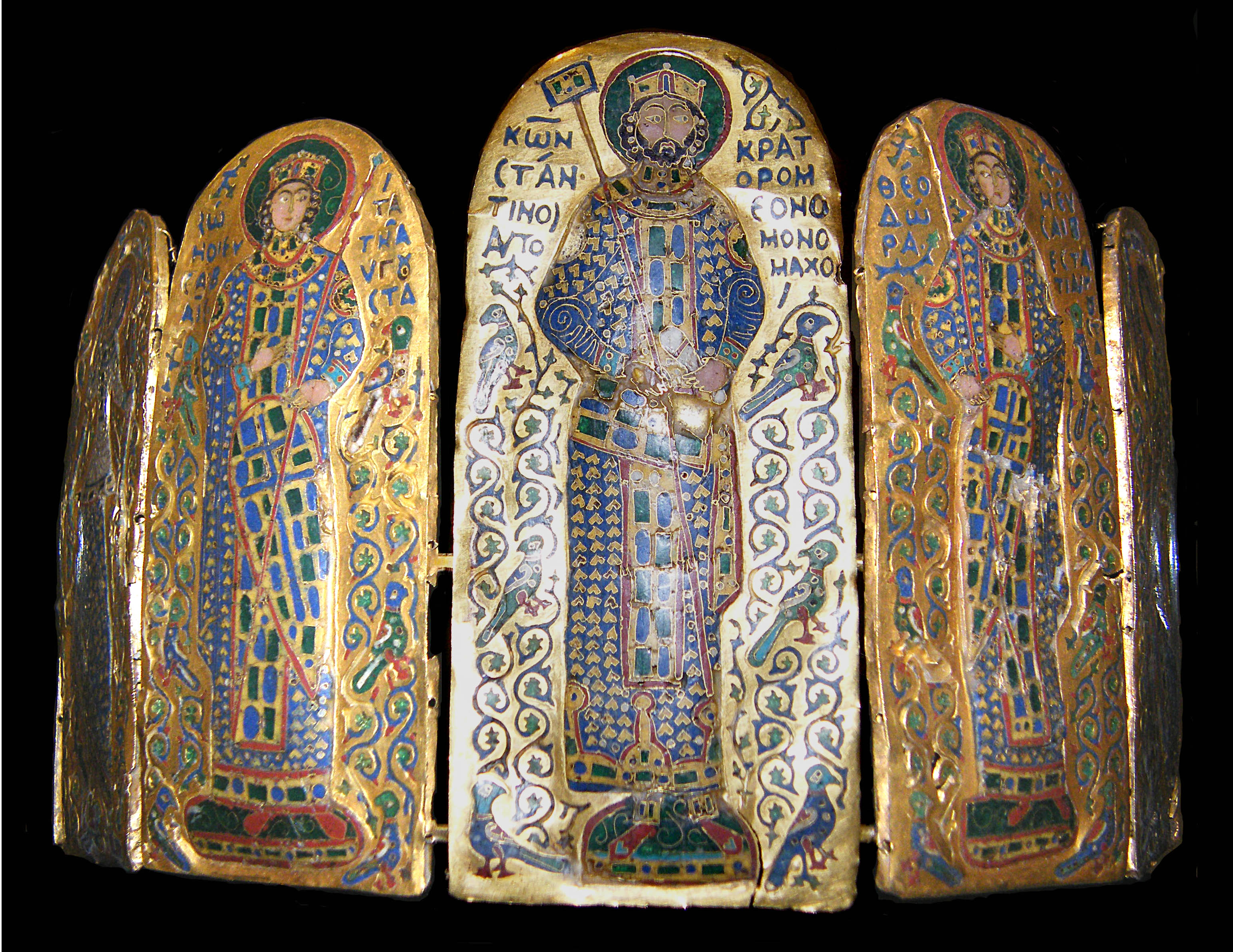
Корона Константина IX Мономаха, подаренная венгерскому королю Андрашу I

Сразу же после смерти Александра, случившейся 6 июня 913 года, начались смута в столице и мятеж полководца Константина Дуки. В августе под стенами столицы появился болгарский князь Симеон I, целями которого, по мнению Г. А. Острогорского, были императорский венец и создание новой империи на месте старой Византии. Не сумев взять Константинополь, князь болгар вступил в переговоры с регентским советом, он добился того, что одна из его дочерей должна была стать женой Константина, а сам Симеон короновался как соправитель и признавался василевсом болгар. На почве этого дипломатического поражения, мать императора Зоя вернулась во дворец и взяла власть в свои руки. Брачный договор был расторгнут, и началась война с болгарами, приведшая в 917 году к ряду крупных военных поражений. На этом фоне к власти пришёл друнгарий флота Роман Лакапин. В мае 919 года с его дочерью Еленой был обвенчан Константин, а сам Роман получил титул «отца императора», в сентябре 920 года он был возвышен до кесаря, а 17 декабря того же года стал соправителем империи. Война с Симеоном, который так и не смог взять Константинополь, завершилась в 924 году. Симеон продолжал именовать себя «василевсом болгар и римлян», что вызывало негодование Романа в части «римлян»; с существованием ещё одного василевса пришлось смириться. Сыновья Романа тоже были коронованы соимператорами — Христофор в 921 году, Стефан и Константин в 924 году; младший сын Феофилакт в 933 году стал патриархом. Около 921 года Роман получил преимущество перед Константином и стал считаться главным императором, а примерно год спустя вторую позицию в иерархии занял Христофор. После смерти старшего сына в 931 году Роман начал отдаляться от государственных дел. При этом, оценивая невысоко своих младших сыновей, он не дал им первенства перед Константином. В результате Стефан и Константин Лекапины составили заговор и в декабре 944 года свергли своего отца, но месяц спустя сами были арестованы по приказу Константина VII и отправлены в ссылку.
Безвольный Роман II полностью находился под влиянием своей второй жены Феофано, под влиянием которой мать императора была отстранена от власти, а пять его сестёр были пострижены в монастырь. Самостоятельное царствование Романа было непродолжительным, и с 963 года Феофано правила как регент при своих малолетних сыновьях Василии (976—1025) и Константине (1025—1028). Сознавая непрочность своего положения, молодая, не имеющая могущественных родственников императрица решила вступить в брак с заслуженным полководцем Никифором Фокой (969—969), в лице которого она нашла поддержку одной из влиятельнейших семей Малой Азии. Несмотря на свои военные успехи, Никифор не смог стать популярным правителем, и в результате заговора Феофано и бывшего друга, также талантливого военачальника, Иоанна Цимисхия (969—976) он был убит. Надежды Феофано выйти замуж за нового императора не оправдались — она была осуждена церковью и удалена от двора, сам новый император был удостоен церковного венчания на царство только после принесения покаяния. Для закрепления своего положения Цимисхий женился на уже немолодой дочери Константина VII. Родственники Никифора не смогли доказать своего права на престол.

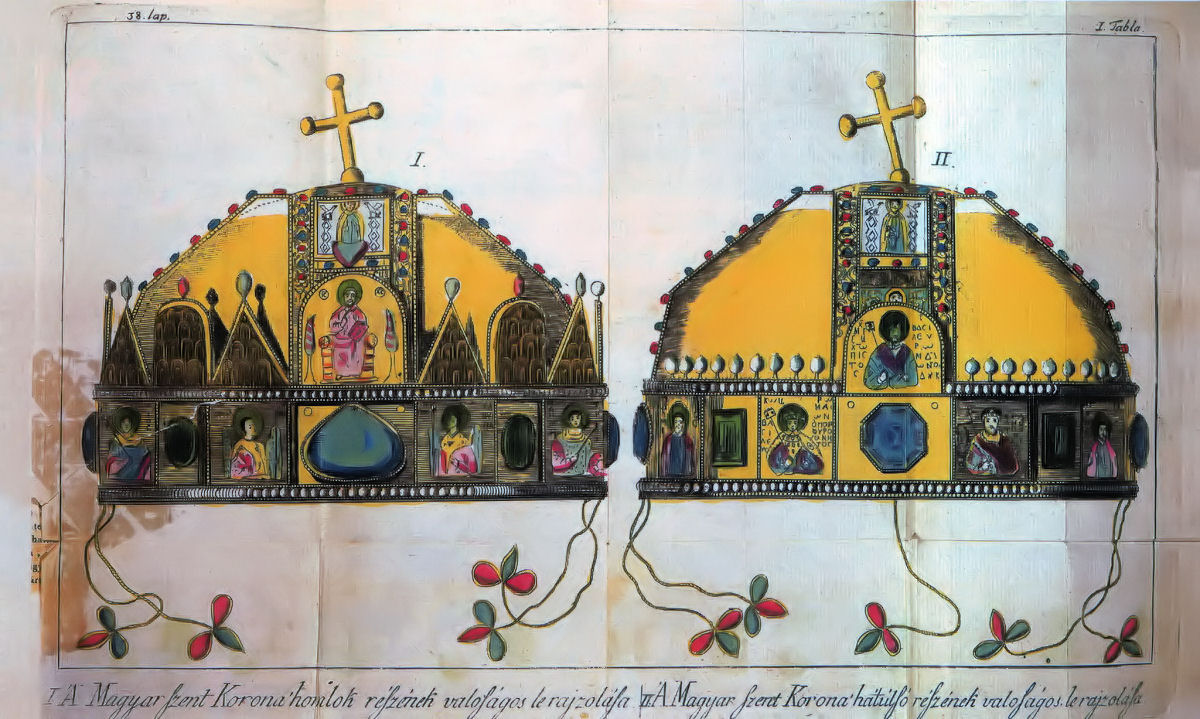
Расположение изображений на подаренной Михаилом VII Дукой короне королю Венгрии Гезе I отражает византийское представление об иерархии власти. Занимающему переднюю часть короны изображению Христа Пантократора соответствует Михаил, справа от него император-соправитель Константин, Геза слева

Иоанн I Цимисхий умер бездетным, и власть перешла к повзрослевшим сыновьям Романа II, хотя идея о праве порфирородных на престол уже не казалась очевидной. Реальная власть находилась в руках Василия II (976—1025), который правил при поддержке своего двоюродного деда паракимомена Василия Лакапина. Фактически только после свержения Лакапина в 985 году началось самостоятельное правление Василия II. Константин VIII (1025—1028) был коронован в августы и считался соправителем своего брата с 962 года, но не принимал участие в управлении государством до смерти брата; его самостоятельное правление было бессобытийно и кратно. Перед смертью он избрал своим преемником Романа III (1028—1034), который сочетался браком со старшей дочерью Константина VIII Зоей и был коронован патриархом Алексием Студитом. Власть Романа основывалась, таким образом, не только на родстве с Македонским домом, но и на воле императора Константина. Михаил IV Пафлагонский (1034—1041) вступил на престол и был коронован патриархом Алексием как муж Зои, следовательно, он правил по праву родства и избрания Зоей. Однако избрание женой предшественника, а не им самим, считалось недостаточным, и поэтому был разослан манифест, в котором утверждалось, что Михаил IV якобы был избран ещё при жизни Романа и по его воле. Племянник Михаила IV, Михаил V Калафат (1041—1042) был заблаговременно усыновлён Зоей и после отречения Михаила IV был избран на престол Зоей как её соправитель и коронован патриархом Алексием. Кроме того, ещё при жизни Пафлагона, удалившегося в монастырь, его братья, главным образом Иоанн Орфанотроф, подделали от имени императора грамоту, в силу которой Калафат занял место своего августейшего дяди.
После свержения Калафата Зоя непродолжительно правила совместно со своей сестрой Феодорой, однако затем в мужья Зое был избран Константин Мономах (1042—1055), правивший таким образом по праву родства с Македонской династией и по воле старшей из царствовавших императриц. Он был коронован патриархом Алексием и стал управлять совместно с Зоей и Феодорой, которые носили царский титул. Зоя умерла в 1050 году, и в конце жизни Мономах хотел назначить преемника по своей воле, однако партия Феодоры помешала этому намерению. Воцарившаяся после Мономаха Феодора (1055—1056) ещё при жизни назначила себе преемником Михаила VI Стратиотика (1056—1057), который и был коронован патриархом Михаилом Керуларием, прежде чем умерла императрица. В ходе мятежа против Стратиотика Исаак Комнин (1057—1059) был готов согласиться на усыновление императором и титул кесаря, однако в силу изменившихся обстоятельств занял престол и был коронован Керуларием. Исаак Комнин назначил при жизни своим преемником, хотя и неформально, Константина Дуку (1059—1067), который был коронован патриархом Константином Лихудом.
Дука, у которого были сыновья, смог воскресить систему сотоварищества. Его младший сын, порфирородный Константин, ещё в младенчестве получил царский титул, а старший, Михаил Парапинак, рождённый до вступления отца на престол, был коронован вскоре после воцарения Константина Дуки. Перед своей смертью в 1067 году Константин Х назначил правительницей свою супругу Евдокию, взяв с неё письменное обещание никогда не выходить замуж. Однако в тот же год Евдокия вышла замуж за Романа Диогена (1067—1071), который при вступлении на престол обязался договором поддерживать систему сотоварищества: его пасынки — Михаил, Андроник и Константин — носили титул царей, а когда у Диогена родился от Евдокии сын, то и он получил царский титул. Сын Михаила Парапинака (1071—1078), Константин Порфирородный, был коронован в детстве при жизни отца. Узурпатор Никифор Вотаниат (1078—1081), получив венец из рук патриарха Косьмы, счёл нужным обосновать свою власть браком с Марией, женой свергнутого Парапинака, которая по прежним примерам (Зои и Евдокии) могла избранному ею мужу передать престол. Вотаниат предполагал назначить при своей жизни преемником себе Синадина, но это ему не удалось. Алексей Комнин (1081—1118), предварительно соединившись узами искусственного родства с императрицей, его усыновившей, и заключив договор, обеспечивавший её одобрение в случае успеха, сверг Вотаниата и был коронован патриархом Косьмой.

### XII век. Правление столичной аристократии

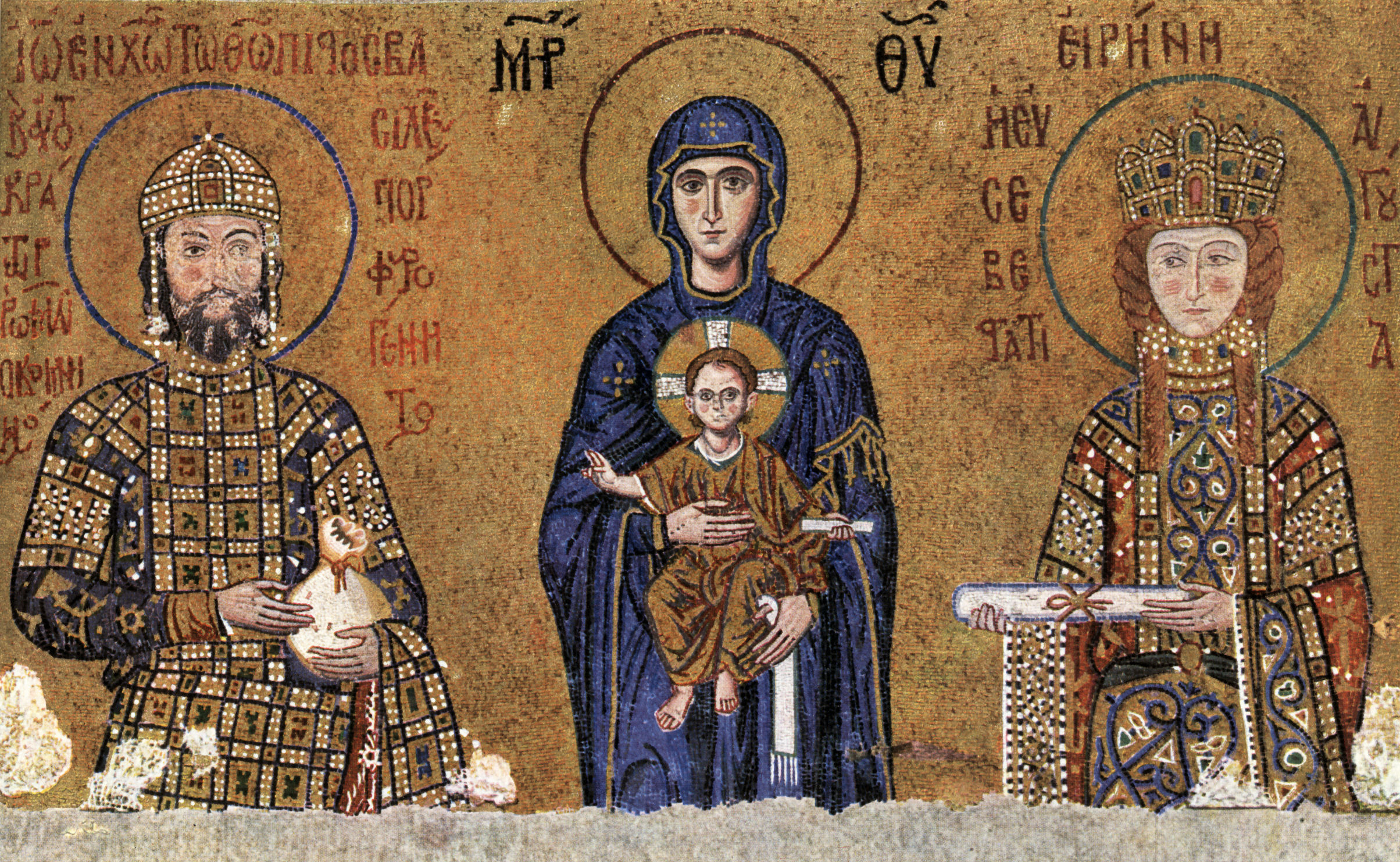
Император Иоанн II и его супруга Ирина. Фреска собора Святой Софии

Переворот, совершённый Алексеем Комнином, поддержанным семейством Дук, ознаменовал возвращение власти к военной аристократии, впервые с начала самодержавного правления Василия II в конце X века. Начало правления Комнинов Византия встретила в состоянии глубокого упадка, и приближающаяся военная катастрофа была предотвращена только благодаря гибкой внешней политике Алексея. В это царствование начала складываться сложная система квази-титулов, раздаваемых родственникам по браку и замужеству, сопровождаемая соответствующими ежегодными выплатами. Так, Никифору Вриеннию Младшему, мужу дочери Алексея, писательницы Анны Комнины был присвоен титул пангиперсеваста, впоследствии заменённый на более традиционный титул кесаря. Последовательно проводилась политика занятия высших должностей в системах гражданского и военного управления несколькими аристократическими семействами, связанными родственными узами. Именно на них мог опереться в первую очередь император в случае мятежа. Пример этому приводит Анна Комнина в «Алексиаде», рассказывая о подавлении мятежа Никифора Диогена: «родственники и свойственники Алексея встали по обе стороны императорского трона. Справа и слева от них расположились другие вооружённые щитами воины». Несмотря на то, что существовала оппозиция со стороны не входящей в правящий клан аристократии и недовольного жёсткой финансовой политикой общества, к началу царствования Иоанна II (1118—1143) опасность представляла только внутрисемейная борьба. При Алексее и его преемниках повысилась эффективность государственного аппарата, используемого как средство личного обогащения. На то, что щедрость при распределении общественного имущества, не являющегося личной собственностью императора, не является добродетелью, обращал внимание историк Иоанн Зонара.

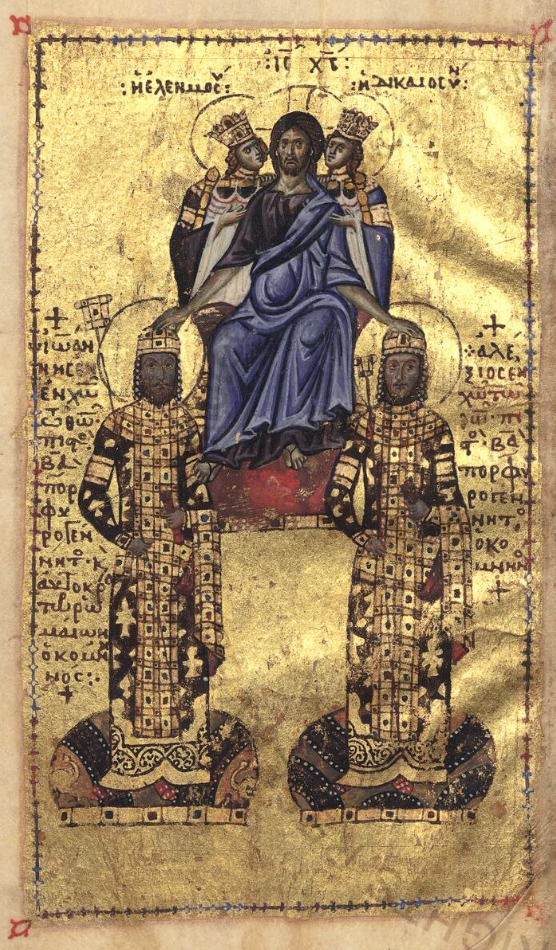
Император Иоанн II Комнин со своим сыном Алексеем. Миниатюра из Евангелия Иоанна II Комнина (ок. 1128). Ватикан, Апостольская библиотека

В части проблемы передачи власти Комнины сталкивались с теми же проблемами, что и их предшественники. Хотя Иоанн II был по традиции объявлен императором при крещении в 1088 году, а затем соправителем в 1092 году вместо Константина Дуки, после смерти отца ему пришлось вступить в борьбу за власть со своей матерью Ириной Дукиней и старшей сестрой Анной, действовавшими в пользу мужа Анны Никифора Вриенния. В 1119 году старший сын Иоанна, Алексей, был провозглашён василевсом, а три остальных получили титул севастократора, что давало 40 000 иперпиров годового дохода; 4 замужние дочери получали по 30 000 иперпиров в год. Старшие сыновья Иоанна умерли при жизни отца, и престол без осложнений перешёл к младшему сыну Мануилу I (1143—1180). При Мануиле, дважды женатом на западноевропейских принцессах, и большом поклоннике западной культуры, произошли изменения во внутреннем укладе императорского дворца. В резиденции Комнинов во Влахернах устраивались рыцарские турниры с участием императора. 1150-е годы были периодом внешнеполитических удач — в 1158 году правитель Антиохийского княжества признал суверенные права византийского императора, а по случаю торжественного въезда Мануила в Иерусалим в 1159 году был устроен торжественный спектакль, наглядно продемонстрировавший выдающее положение византийского императора на латинском Востоке. Однако ряд последующих неудач, увенчавшийся поражением при Мириокефале (1176), свёл на нет все предыдущие достижения; после него не было удивительно, что в своём письме к Мануилу римский император Фридрих I требовал выражения покорности. Негативные оценки правления Мануила I, содержащиеся в «Истории» Никиты Хониата, по мнению немецкого византиниста Франца Тиннфельда, возвышаются до уровня критики самой идеи императорской власти.
После смерти Мануила I начался непродолжительный период внутрисемейной борьбы за власть между про-латинской партией регентов малолетнего Алексея II (1180—1183) и представлявшим национально ориентированные силы Андроником Комнином (1182—1185). После своей победы, Андроник был вначале коронован как соправитель Алексея, но уже несколько месяцев спустя император был задушен. Следуя принципу легитимности, 65-летний Андроник обвенчался с 13-летней вдовой убитого. При Андронике внешнее давление усилилось, а в Малой Азии восстали знатные семейства во главе с Комнинами. Внучатый племянник Мануила I Исаак Комнин объявил себя императором на Кипре, и Андроник ничего не мог поделать, кроме как жестоко казнить его друзей в Константинополе. Во внутренней политике Андроник сделал своим орудием террор, с помощью которого он надеялся побороть коррупцию. В конце концов он был растерзан возмущённой столичной толпой.
Падение Андроника привело к власти знатное семейство Ангелов, возвысившееся благодаря браку одной из дочерей Алексея I. В 1195 году Исаак II (1185—1195) был свергнут и ослеплён в результате заговора своего старшего брата Алексея III (1195—1203), который, не считая свою фамилию достаточно знатной, приказал именовать себя Комнином. Пощадив сына свергнутого брата, Алексей III совершил ошибку, поскольку тот, сбежав из заключения, начал искать поддержки у зарубежных монархов для своего восстановления на престоле. В конце концов 14 июля 1203 года с помощью крестоносцев Константинополь был взят, Алексей III бежал с казной, а на престоле был восстановлен Исаак II. Его сын Алексей IV (1203—1204) был коронован соправителем. В январе 1204 года они были свергнуты восстанием, и на 3 месяца, до падения города 13 апреля, правителем империи был зять Алексея III, Алексей V Дука.

### XIII—XV века. Последний расцвет и падение византийской монархии
| 36 | Смерть от естественных причин                       |
| 20 | Насильственная смерть                               |
| 18 | Кастрация, выкалывание глаз, отрезание носа и т. д. |
| 3  | Смерть от голода                                    |
| 1  | Смерть от попадания молнии                          |
| 1  | Смерть от ранения отравленной стрелой               |
| 12 | Смерть в заключении в тюрьме или монастыре          |
| 12 | Добровольное или принудительное отречение           |
| 3  | Смерть в бою                                        |
| 1  | Смерть в плену                                      |

После падения Константинополя в 1204 году правители Никейской империи (1204—1261), считая себя преемниками императоров Византии, поставили перед собой задачу возвращения захваченных крестоносцами земель. Это, вместе с возросшим национальным самосознанием, диктовало необходимость соблюдения преемственности во внешних атрибутах императорской власти. Одновременно значительно возросла роль войска и знати в избрании императора, а также совета регентства. В 1205 году зять Алексея III Ангела Феодор I Ласкарис (1205—1221) был избран собранием знати, а при Иоанне III Ватаце (1221—1254) и Феодоре II Ласкарисе (1254—1258) это собрание превращается в постоянный совет при императоре для решения важных государственных вопросов. При никейских императорах произошли некоторые изменения в церемонии коронации: был возрождён забытый в IX веке обычай поднятия на щит при избрании императора, знаки императорского достоинства (туфли и хламида) императоры теперь надевали сразу, а не после освящения патриархом. Аналогичные изменения произошли и в основанном двоюродным братом Исаака II Михаилом Ангелом Эпирском царстве. Заключая договор с венецианским правителем Константинополя в 1219 году, Феодор I назвал венецианского дожа «деспотом и господином четверти и ещё полчетверти Ромейской империи», что отражало сложную схему раздела Византии после захвата Константинополя; в том же документе себя он именовал «Феодор, во Христе Боге благоверный император и правитель ромеев, вечно август, Комнин Ласкарь» (лат. Theodorus in Chrito Deo fidelis Imperator et moderator Romeorum et semper augustus Comnenus Lascarus).

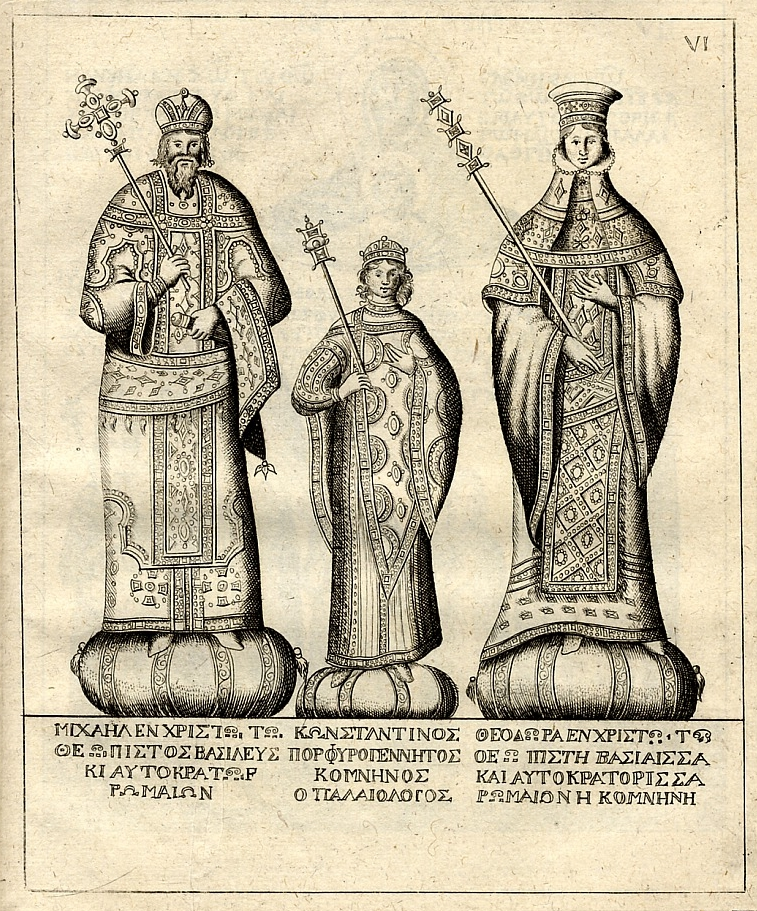
Михаил VIII Палеолог с супругой и сыном. Иллюстрация из «Истории Византии» Ш. Дюканжа (XVII век). Короны императора и императрицы приобрели сходство с епископской митрой. Согласно Дюканжу, данный тип короны называется камилавкой. В левой руке Михаила — акакия (мешочек с прахом) в форме свитка. В правой руке у всех троих скипетры

Наследником скончавшегося в 1258 году Феодора II был его 7-летний сын Иоанн IV Ласкарис (1258—1261), в борьбе за право регентства над которым победил Михаил Палеолог (1259—1282), обвенчанный с внучатой племянницей Иоанна Ватаца. Вначале Михаил был назначен великим дукой, затем деспотом, а на рубеже 1258 и 1259 годов стал соправителем Иоанна IV. В июле 1261 года военачальник Алексей Стратигопул без сопротивления вошёл в оставленный латинянами Константинополь, и в августе Михаил VIII с супругой торжественно венчался на византийское царство в соборе Святой Софии. Одновременно с этим их сын Андроник был провозглашён василевсом и наследником престола, тогда как Иоанн Ласкарис был не причастен к этим торжествам, а через несколько месяцев по приказу Михаила он был ослеплён. Основной задачей Михаила Палеолога стало возвращение Византии положения великой державы, для чего он проводил активную внешнюю и церковную политику. Вступив в соглашение с папой Григорием X Михаил согласился на заключение в 1274 году унии с католической церковью, что дало Византии защиту от вероятного нападения Карла Анжуйского и его союзников. Однако уже преемник Григория Мартин IV уступил давлению Карла Анжуйского и поддержал притязания титулярного латинского императора Филиппа де Куртене в деле «восстановления узурпированной Палеологом Римской империи». С другой стороны, отношения Михаила с православной церковью тоже не были простыми после того, как патриарх Арсений его анафематствовал за ослепление Иоанна Ласкариса. В 1266 году Арсений был смещён, но партия его сторонников упорно не признавала императора и новое церковное руководство.
При наследниках Михаила VIII Византия превратилась во второстепенное государство, не способное к проведению самостоятельной политики. Для этого периода характерно повышение роли соправителя, что выразилось в титулярном уравнивании императора и предполагаемого наследника престола — оба они теперь носили титул не только василевса, но и автократора. Начали появляться тенденции к разделу государства. Супруга Андроника II (1282—1328) Ирина Монферратская потребовала раздела империи между всеми пятью сыновьями императора от двух браков, в чём ей было отказано. Как пишет Никифор Григора, «неслыханное дело,— она хотела, чтоб они управляли не монархически по установившемуся у римлян издревле обычаю, но по образцу латинскому, то есть, чтобы, разделив между собою римские города и области, каждый из её сыновей управлял особою частью, какая выпадет на его долю и поступит в его собственное владение, и чтоб, по установившемуся закону об имуществе и собственности простых людей, каждая часть переходила от родителей к детям, а от детей к внукам, и так далее». Тем не менее раздел империи произошёл в результате внутрисемейного конфликта между Андроником II и его внуком Андроником III (1328—1341). В 1325 году Андроник III был коронован соправителем своего деда, а в 1328 году он захватил столицу и стал править единолично, принудив деда к отречению.
После смерти Андроника III началась борьба за право регентства при 9-летнем Иоанне V (1341—1376, 1379—1391) между партиями матери императора Анны Савойской и ближайшего соратника Андроника Иоанна Кантакузина. Хотя в 1341 году Иоанн провозгласил себя императором, принцип легитимности требовал, чтобы при перечислении правителей империи он на первом месте называл имена императрицы Анны и Иоанна V и лишь затем себя и свою супругу Ирину. В 1346 году патриарх Иерусалимский короновал Кантакузина императором, однако такое венчание не считалось неоспоримо правомочным, поэтому 13 мая 1347 года состоялось повторное венчание на царство патриархом Константинопольским. Легитимность Кантакузина была закреплена браком его дочери Елены с Иоанном V. Таким образом, Иоанн Кантакузин выступил в качестве главы правящего дома. Стремясь закрепить права своей династии, Кантакузин выделил своим сыновьям самостоятельные владения. Однако когда Иоанн V при поддержке генуэзцев решил восстановить свои права, Кантакузин провозгласил в 1353 году соправителем своего сына Матфея, а Иоанн V не должен был более упоминаться при богослужениях и публичных торжествах. Однако в ноябре 1354 года Кантакузин был свергнут и пострижен в монахи.
После возвращения на престол Иоанн V вёл борьбу со своим сыном Андроником IV (1376—1379). В 1382 году остатки империи распались на несколько уделов. Правящий в Морее третий сын Иоанна V Феодор I Палеолог (1382—1406) признал себя вассалом османского султана, а в 1390 году при поддержке султана Баязида на престол взошёл сын Андроника IV Иоанн VII (1390), которого сверг сбежавший из османского плена Мануил II (1391—1425). Преемники Мануила уже правили только в Константинополе и его окрестностях.

## Император и общество

### Народ, сенат и армия

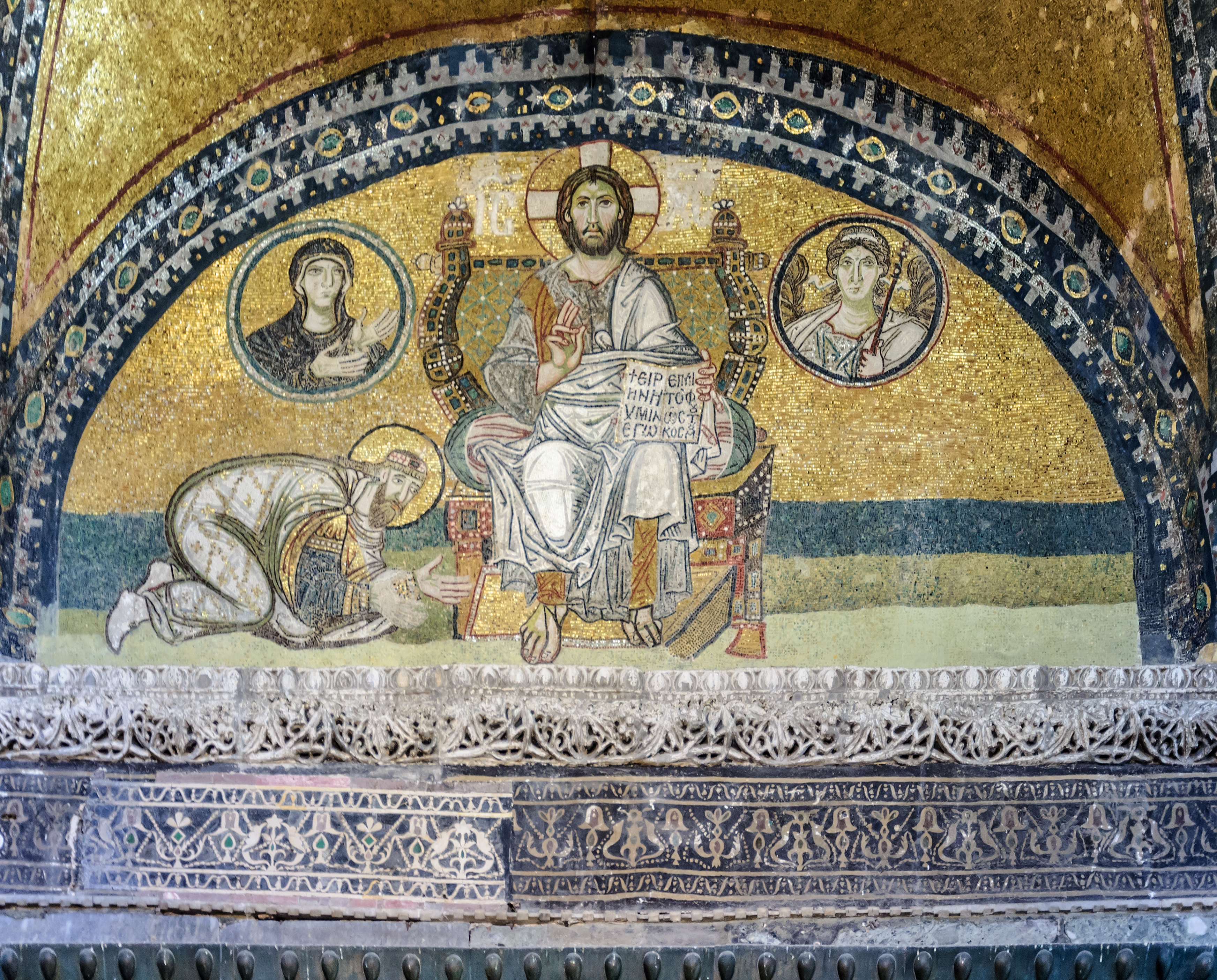
Простирание ниц (προσκύνησις, проскинеза) перед императором было обязательным элементом церемоний византийского двора. Однако его изображение считалось подобающим только в случае поклонения варваров — несмотря на произошедшие социальные изменения, официальная иконография рассматривала проскинезу как неподобающее для граждан проявление раболепия, допускаемое лишь в отношении к тиранам. На изображении — император из Македонской династии, распростёртый перед Христом

Существование одной лишь фактической основы для императорской власти приводило к большим неудобствам. Воля императора имела значение только при условии добровольной покорности общества. Назначенный по желанию царствующего государя наследник престола мог быть признан или отвергнут подданными, особенно если возникали обстоятельства, дискредитирующие авторитет власти, от которой исходило назначение. Такими обстоятельствами могло быть прекращение царствовавшей ранее династии. В связи с этим византийские императоры искали других опор для своего трона и заботились о том, чтобы вступление их на престол было признано не только предшественником-императором, но и подданными. Степень необходимости этого согласия зависела от конкретных обстоятельств: если император, по воле которого преемник занимал престол, пользовался значительным авторитетом, то и дополнять его волю согласием подданных не было особенной надобности или даже можно было совершенно обойтись без него. Если авторитет предшественника был незначителен, или если преемник вступал на престол помимо воли предшественника, то согласие подданных оказывалось необходимым. Обращение к воле народа, получившей такое значение в деле передачи высшей власти, происходило и при других важных обстоятельствах.
Формы обращения к народной воле в Византии не изменились существенно с первых веков существования императорской власти. До конца III века выбор императора принадлежал народу, сенату и армии, в особенности преторианской гвардии. Хотя после Тиберия, перенёсшего права народа на сенат, и писалось о том или другом императоре, что он избран лат. autoritate senatus, consensu militatum, однако в действительности избирала армия, а сенат только формально утверждал. Вступивший на престол император отплачивал своё избрание: население столицы получало анноны, то есть бесплатную раздачу продовольствия, и конгиарии — раздачу деньгами. Преторианцы получали донатив, размер которого обусловливался обстоятельствами. При Константине Великом корпус преторианцев был упразднён, византийский сенат постепенно утрачивал своё значение, пока император Лев Мудрый (886—912) не лишил его права принимать государственные решения. Однако прежние порядки не были забыты и продолжали существовать в изменённой форме. Место преторианцев заняли схоларии, сенат стал состоять из чиновной аристократии, а население столицы продолжало непрерывно заявлять о себе. Существенным изменением стало добавление к прежним политическим силам христианского духовенства в лице Константинопольского патриарха и его синода. В XI веке при возникновении важных событий в жизни империи имели значение: сенат, и так как сенат в полном составе был весьма многочислен, то обыкновенно отборнейшие (др.-греч. τὸ ἔκκριτον) сенаторы; народ, под которым понималось городское население, купцы, ремесленники, городская чернь, а также все те, кто при смене императоров массово прибывали в Константинополь в надежде получить свою долю императорских благодеяний; синод с патриархом во главе и императорская охрана.
Как правило, восшествие на престол совершалось с согласия сената и народа, и каждый претендент, начиная восстание, прилагал усилия, чтобы привлечь их на свою сторону. В тех случаях, когда смена одного императора другим носила тиранический характер, или когда вступивший на престол не мог опереться на волю прежде царствовавшего государя, в дополнение к авторитету сената и народа требовался ещё авторитет синода (независимо от коронации, всегда бывшей непременным условием) и царской стражи. Если вопрос шёл не о престолонаследии, а о каком-нибудь менее важном, хотя и серьёзном случае, имевшем отношение к внутренней или внешней политике, то императорская власть довольствовалась тем, что обращалась к содействию одной какой-нибудь силы — сената или народа. Во всех случаях, когда высшая власть обращалась к воле подданных, было в обычае производить раздачу благ, и несоблюдение этого древнего обычая считалось предосудительной чертой в императоре, признаком скупости и неуважения к традиции. Благодеяния выражались в том, что члены сената повышались в чинах и должностях, народу раздавались денежные и другие подарки. В дополнение к благодеяниям, уже оказанным, принято было обещать новые раздачи в будущем; обещания давались или в речах, которые вновь вступивший на престол произносил к сенату во дворце и народу с дворцового балкона, или в манифестах, которые издавались по случаю вступления на престол. В некоторых случаях давались обещания о принятии важных государственных мер.
Связь между императором и народом столицы олицетворяли димархи (др.-греч. δήμαρχος), которые в ранний период возглавляли партии ипподрома, а затем сохранили только церемониальную роль.

### Церковные полномочия императора

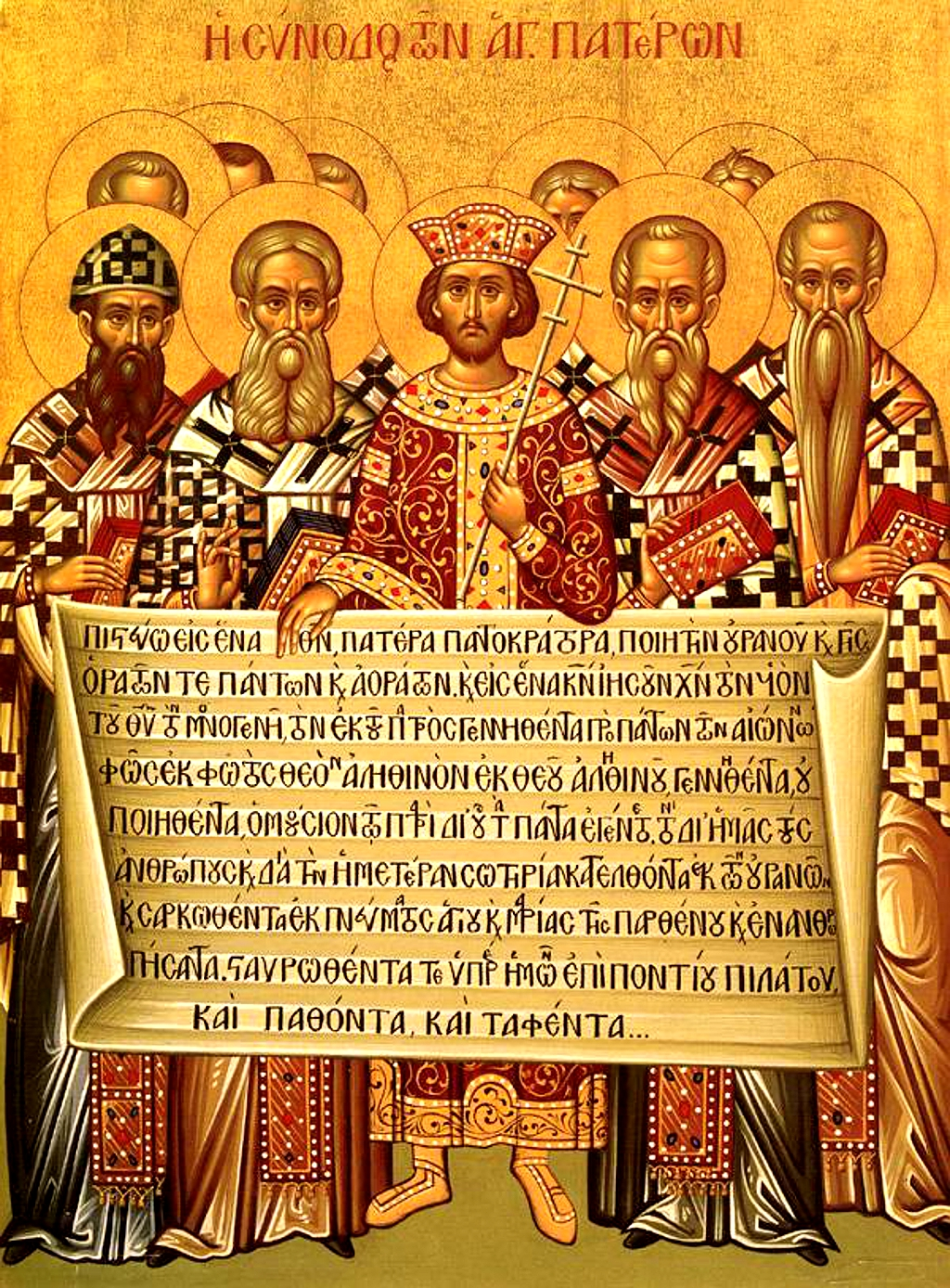
Икона, изображающая Константина Великого (в центре) и отцов Первого Никейского собора (325), держащих Никео-Цареградский Символ веры (381)

Начиная с XIX века, в западной историографии распространён тезис о главенствующей роли византийского императора в православной церкви. Различие между сложившейся в Западной Европе при папе Иннокентии III (1198—1216) системой и положением дел в Византии историк Дж. Б. Бьюри охарактеризовал следующим образом: «в обоих случаях церковь и государство нераздельны, но на Западе церковь есть государство, тогда как на Востоке церковь есть департамент, которым управляет император», а «константинопольский патриарх был его министром по делам религии, который при соблюдении формальной выборности на самом деле назначался им». Исторические примеры, которые подтверждают этот тезис, достаточно многочисленны — Евсевий Кесарийский приводит услышанные им слова Константина Великого (306—337) о том, что он «поставленный от Бога епископ дел внешних». Константин и его преемники созывали вселенские соборы, направляя их деятельность. Важнейшую роль в жизни церкви играло церковное законодательство Юстиниана I (527—565). Многие императоры публично провозглашали символы веры, направляя верующих империи. В середине V века отцы Халкидонского собора (451) видели в императоре Маркиане (450—457) посланного Богом воителя против заблуждений, собирающего рать против сатаны. Ещё полвека после Константина Великого императоры носили титул великого понтифика, а в законодательстве IV—V веков прямо говорится о божественности императора. Когда в иконоборческий период были запрещены иконы Иисуса Христа, Богоматери и святых, изображения императоров остались предметом поклонения. Описание придворных церемоний Константина Порфирородного сообщает о жизни императора как об особом виде священнослужения. Постепенно складывающаяся идея о главенствующем положении императора не только в светской, но и церковной жизни в XII веке была выражена канонистом Вальсамоном — «царь не подлежит ни законам, ни канонам».
Полномочия императора как священника понимались по-разному. В конце IV века епископ Амвросий Медиоланский, объявленный впоследствии учителем Церкви, сказал, что «император внутри церкви, а не над церковью». Примерно тогда же Иоанн Златоуст в своей проповеди заявил, что «священство есть власть более почётная и великая, чем царство». В VII веке Максим Исповедник прямо отказал в священническом звании христианскому царю. С другой стороны, императоры обладали полномочиями, недоступными мирянам. Первые христианские императоры стояли в алтаре в течение всей литургии, с конца IV века близ алтаря для них было пристроено специальное помещение. Право входить в алтарь во время церковной службы было закреплено за императорами 69 каноном Трулльского собора (692). Придворный устав Константина Багрянородного неоднократно упоминает о том, что царь «довершает» литургию, хотя это участие было весьма незначительным. Французский византинист Жильбер Дагрон отмечает, что с доктринальной точки зрения говорить о том, что император являлся священником, было бы ошибкой, а все случаи подобного словоупотребления в истории можно назвать анекдотическими или риторическими преувеличениями.
Помимо участия в разработке церковного законодательства, императоры часто вмешивались в определение состава входящих в церковную службу песнопений и даже сами были авторами некоторых из них. Феодосий II (402—450) и его сестра Пульхерия своим указом ввели в повсеместное управление трисвятую песнь, Юстиниан I был автором церковного гимна «Единородный Сыне».
Концептуально оформленное описание взаимоотношения между светской и церковной властями Византии содержится в ряде правовых документах. VI новелла Юстиниана I постулирует различные задачи священства и царства, «из которых первое заботится о Божественных делах, а второе руководит и заботится о человеческих делах, а оба, исходя из одного и того же источника, составляют украшение человеческой жизни». Дальнейшая разработка этого тезиса содержится в сборнике законов IX века Эпанагоге.

### Император-законодатель

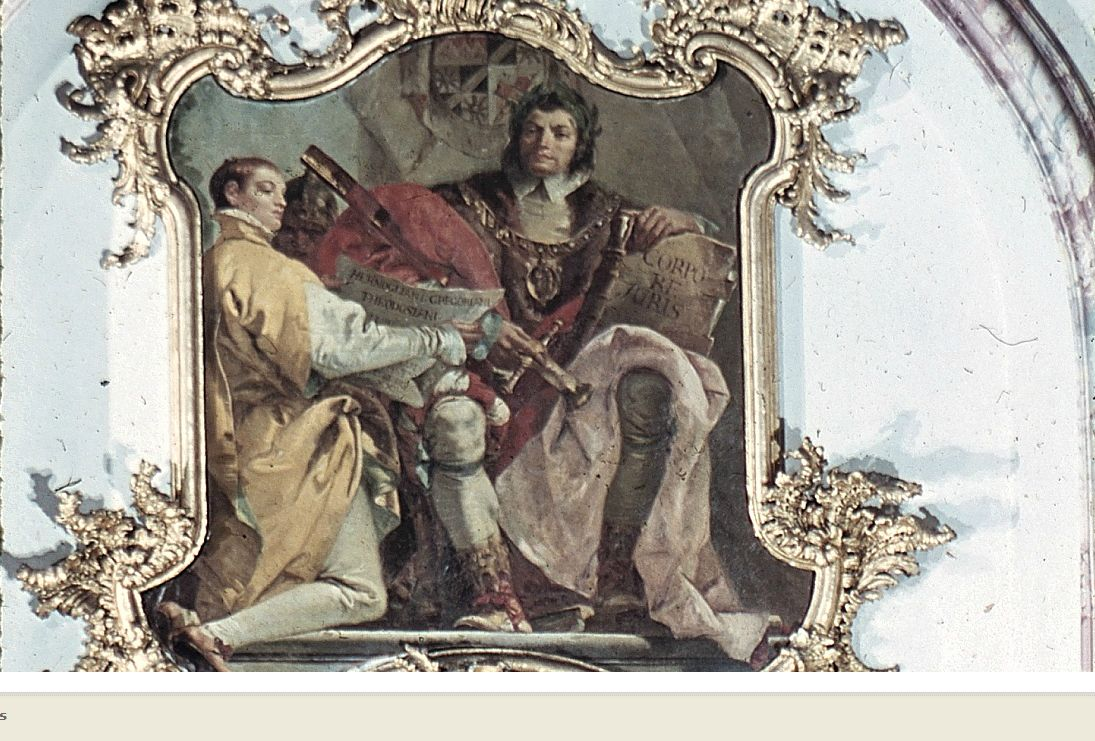
Император Юстиниан как создатель Corpus iuris civilis. Фреска Дж. Д. Тьеполо, Вюрцбургская резиденция

В постклассический период основными источниками права становятся императорские конституции (лат. leges) и юридическая доктрина, то есть сочинения классических юристов (лат. iura). Первая программа систематизации источников права была разработана в канцелярии императора Феодосия II в 429 году, результатом чего стало создание Кодекса Феодосия. В конституции, вводящей в действие Кодекс Феодосия, император указывает, что он счёл задачей своего правления сделать повсеместным совершенное знание закона. Структурными элементами нового свода стали «всеобщие законы» (лат. leges generales). Согласно конституции императора Западной империи Валентиниана III, ко всеобщим законам, основной характеристикой которых являлась насколько возможно широкая степень известности этих конституций населению империи, относились:
- конституции, которые император направил сенату;
- эдикты. Прообразом императорского эдикта являются эдикты римских магистратов с тем отличием, что действие императорского эдикта не прекращалось после завершения правления издавшего его императора[179];
- приравненные к эдикту конституции, распространяемые наместниками провинций;
- те конституции, в которых императором явно указано, что они могут применяться по аналогии;
- конституции, относительно которых указано, что они являются обязательными для всех граждан империи[180].

Следующая систематизация была предпринята по инициативе императора Юстиниана I в 529—534 годах, конечным результатом которой стало второе издание Кодекса Юстиниана, в который вошли императорские конституции, и Дигест — антологии сочинений классический римских юристов. В правление Юстиниана концепция делегирования законодательной власти народа императору, становление которой относится к эпохе принципата, претерпела дальнейшее развитие. Теперь уже любое постановление императора уподоблялось «публичному закону» (лат. lex publica), то есть закону, принятому всем гражданским коллективом для всех граждан. В Кодексе Юстиниана воспроизводится фрагмент конституции Валентиниана III, в которой провозглашается принцип связанности принцепса законами (лат. princeps legibus alligatus) — хотя ему и подобало быть от них свободным, он добровольно отказывается от этой привилегии. Вместе с тем в Институциях Юстиниана указывается, что народ полностью уступил императору свою законодательную власть.
Последней в истории Византии официальной систематизацией источников права стали созданные при первых императорах Македонской династии и обнародованные в конце IX века Василики, завершившие процесс создания единого кодекса. В Василиках было решено противоречие между принципом свободы принцепса и его связанности законами. Устанавливалось, что всеобщие законы также обязательны и для императора, и любой рескрипт, устанавливающий противоречащую законам норму, недействителен.

## Дворцы

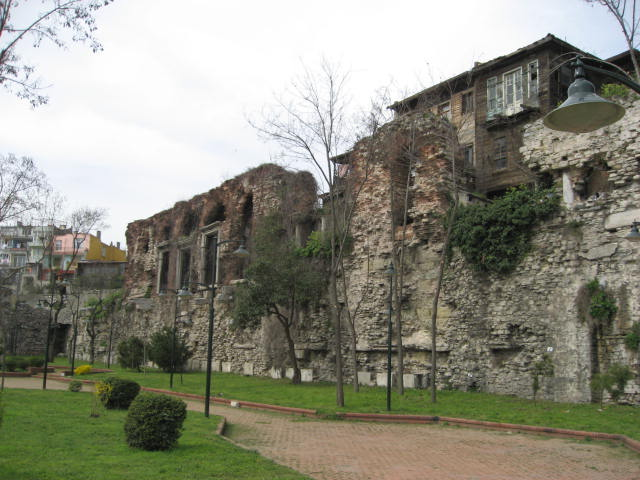
Развалины Буколеонского дворца

Изначально Большой дворец был построен в Константинополе Константином Великим на возвышенной террасе с видом на Мраморное море, начинался на площади Августеон напротив храма Святой Софии и тянулся на юг вдоль Ипподрома. После восстания Ника (532 г.) дворец был перестроен Юстинианом I, и об этом сохранилось описание, сделанное магистром оффиций Петром Патрикием. Ко второй половине того же века относится поэтическое описание Кориппа, в котором повествуется о коронации Юстина II и его встрече с аварскими послами. К концу IX века, когда в помощь при рассаживании придворных за императорским столом был составлен Клиторологий Филофея, повседневная жизнь императоров переместилась в более новые постройки Буколеонского дворца на нижних прибрежных террасах и прилегающий к ним Хрисотриклиний. Начиная с X века, большинство зданий комплекса Большого Дворца поддерживалось в относительном порядке и эпизодически использовалось. Это запутанное переплетение старых и новых сооружений, описанных в трактате «О церемониях», не являлось единым целым.
Около 969 года император Никифор Фока (963—969) решил, что охрана и обслуживание старых зданий обходятся слишком дорого. Он построил вокруг нового дворца стену, отделив его от старых зданий и сделав кафизму (императорскую ложу на ипподроме) основным входом в дворцовый комплекс из города. Использовавшаяся прежде как главный вход Халка была восстановлена при Комнинах и использовалась в церемониальных шествиях в сторону собора Святой Софии. После этого старый дворец окончательно пришёл в упадок, а новый просуществовал в хорошем состоянии до Четвёртого крестового похода, хотя Комнины предпочитали жить во Влахернском дворце, который при них был расширен и украшен. После разрушения Большого дворца в 1204 году крестоносцами и восстановления византийской монархии в Константинополе Палеологи также предпочли жить во Влахернах. Тем не менее, старый дворец использовался в церемониальных целях по некоторым случаям.

## Церемонии с участием императора

### Сакральный характер церемоний
Кроме ограничений, связанных с неразвитостью системы престолонаследия, византийские императоры дополнительно были ограничены в своих действиях необходимостью следования обрядам, соблюдению придворного этикета и церемоний. Исполнять положенные по церемониалу обряды, не выходить из рамок традиционных форм жизни считалось непременной обязанностью императора, и ничто не освобождало от неё византийского монарха. Умирающий от отравления медленным ядом Роман III Аргир, невзирая на ужасные физические страдания, не пропускал ни одного слова в церемониях. Страдающий от припадков эпилепсии Михаил IV в период припадков болезни должен был выполнять все полагающиеся публичные мероприятия в сопровождении специально приставленных лиц, которые при необходимости должны были его скрыть занавесками. Даже Константин Мономах в разгар подагры при всём его нежелании принимать участие в церемониях не мог уклониться от этой обязанности. Единственное послабление, доступное ему, состояло в том, что на аудиенциях его усаживали так, чтобы по возможности уменьшить страдания, а на великих выходах в церковь искусно усаживали в седло. Высокие и сильные конюшие поддерживали его с обеих сторон; лошадь вели тихим шагом, а чтобы она не поскользнулась, с мостовой снимали камни.
Тщательное выполнение церемоний со стороны императоров рассматривалось как проявление добродетели. Историк Михаил Атталиат указывает как на признак особого благочестия Вотаниата то, что он прославлял Господские и другие праздники действиями, положенными по церемониалу. С другой стороны, Михаил Пселл приводит как противоположный пример желание узурпатора Льва Торника в 1047 году придать своему въезду в столицу подобающую императору пышность участием во въезде свеченосцев, что привело к провалу его мятежа. Благоговение перед церемониями обусловливалось тем, что, по представлению византийцев, они имели священное значение; церемония была своего рода тайнодействием, по характеру и составу напоминавшим церковные чинопоследования. Сакральный характер византийских церемоний возводят к древнему римскому императорскому культу, христианским ритуалам и зороастрийским обрядам в честь Ормузда и Аримана.
В неофициальных документах к императору прилагаются эпитеты, указывающие на его святость и божественность. Придворный историк и чиновник высокого ранга Михаил Пселл (XI век) в панегириках и письмах, в том числе и к частным лицам, называет императора святым и божественным, Константина Мономаха величает солнцем, сыном Божьим, его слова — «божественными глаголами». Эпитет святости присваивается императору не только придворными льстецами, но и лицами, не имеющими отношения ко двору, в отдалённых от столицы местах. Императоры удостаивались богоравного почитания, выражавшегося в поклонении и в славословиях; первой заботой придворных, низложивших Романа Диогена после его пленения турками, было разослать грамоты, повелевавшие не воздавать ему такого почитания. Поклонение состояло в наклонении головы до самой земли и целовании руки, славословия заключались в многолетиях, к которым присовокуплялись хвалебные эпитеты; в этих славословиях даже в XI веке, по свидетельству папы Льва IX, частично сохранялась латинская терминология.

### Атрибуты императора

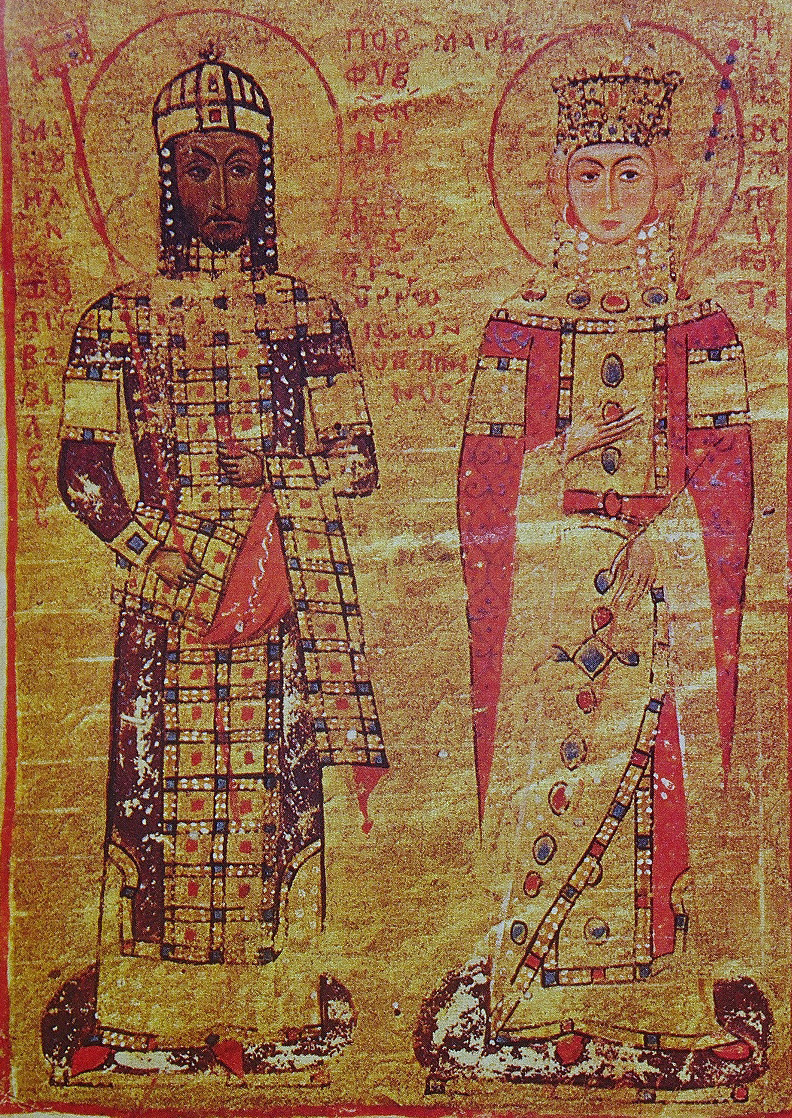
Мануил I Комнин (1143—1180) и его супруга Мария Антиохийская

Императорские регалии, или инсигнии (лат. insigniae), частично произошли от отличий римских магистратов, в частности консульских, частично возникли уже в византийский период. Прежде всего для них было характерно исключительное право использование пурпурного красителя. Облачение византийского императора постепенно приобрело сходство с одеждами патриарха. Основными его элементами были:
- стемма (др.-греч. στέμμα) или диадема являлась одним из основных, наряду с пурпурными туфлями, знаков отличия императора[193]. Для XII века описание диадемы приводит Анна Комнина: «Императорская диадема правильным полукругом облегала голову. Вся диадема была украшена жемчугами и драгоценными камнями, одни из которых вставлялись в неё, другие привешивались; с каждой стороны у висков, слегка касаясь щёк, свисали цепочки из жемчуга и драгоценных камней. Эта диадема и является отличительной особенностью императорской одежды. Венцы же севастократоров и кесарей только в отдельных местах украшены жемчугом и драгоценными камнями и не имеют округлённого покрытия»[194];
- дивитисий (др.-греч. διβητήσιον), которому в Западной Римской империи соответствовала далматика — длинная шёлковая туника. Не известно точно, какого покроя был этот вид одежды и чем он отличался от сходного по виду скарамангия[195]. Согласно трактату О церемониях, облачение Анастасия I (491—518) называлось sticharion divetision. С XIV века в употребление вошёл саккос[196][197];
- лор, или лорум (др.-греч. λῶρος) — узкий платок длиной до 5 метров, обматывавшийся несколько раз вокруг тела. Конец лора перекидывался через левую руку. Императоры надевали лор в отдельных торжественных случаях поверх дивитисия. Согласно Константину Порфирородному, эта одежда символизировала крест как орудие победы Христа[198]. В облачении патриарха лору соответствовал омофор[199];
- пурпурные туфли (др.-греч. τζαγγίον) заменили более ранние котурны, которые носил ещё Юстиниан I (518—565). По мнению А. П. Каждана, переход к ношению туфель отразил возросшую роль кавалерии в византийской армии[200]. Данная часть туалета императора считалась самой важной, с которой никогда не расставались и по которой можно было узнать императора в толпе. Во время похода против арабов потерпевший поражение при Аазазе Роман III, как рассказывает Михаил Пселл, был узнан обратившимися в бегство солдатами только по туфлям[201]. Отнятие или отдача туфель было главным признаком лишения или сложения императором власти. Когда Алексей Комнин захватил в плен Вриенния, вместо всяких донесений он послал императору Вотаниату пурпурные туфли претендента, украшенные жемчугом и драгоценными камнями[191]. В середине IX века этого царского отличия добивался патриарх Михаил Керуларий (1043—1058), основывая свои притязания на так называемом Константиновом даре — поддельном документе IX века, даровавшем папе римскому право носить все царские отличия[199];
- на голове император носил туфу (венец, др.-греч. τοῦφα) или корону (типа др.-греч. στέφανος или др.-греч. στέμμα) с крестом. Аналогичный головной убор, митру, константинопольские патриархи стали носить только в турецкий период[202];
- в руках императоры держали скипетр[203][204].

Облачение императора и важнейшие реликвии хранились в домовом храме святого Феодора, расположенного в Хрисотриклинии (др.-греч. ὁ Χρυσοτρίκλινος) — золотом зале Большого императорского дворца. Там же происходило вручение регалий императору в ходе торжественной церемонии провозглашения. Этот зал служил местом для торжественных выходов; в нём стоял серебряный царский трон, отделённый от предназначенного для публики пространства завесой, которая могла подниматься и опускаться. О том, как совершалось провозглашение, можно судить по примеру Михаила Пафлагона. Императрица Зоя одела его в златотканую одежду, на голову возложила венец, посадила его на трон, сама села возле него в подобной же одежде и всем придворным приказала поклоняться и славословить вместе себя и Михаила, что и было сделано. Приказание передано было также находившимся вне дворца, и весь город присоединился к славословию. Затем через эпарха города разослана была повестка сенаторам явиться во дворец для поклонения новому императору. Собравшиеся сенаторы поодиночке подходили к сидевшим на троне царю и царице, кланялись до земли, относительно императрицы ограничивались одним поклоном, а у императора целовали ещё правую руку. После того Михаил был провозглашён самодержавным императором. Таким же образом был провозглашён Константин X Дука, с тем отличием, что на трон его посадил и пурпурную обувь ему надел Пселл и что на троне Дука сидел один, всё остальное было по обычаю — точно так же поодиночке подходили, кланялись и славословили.
В храме святого Феодора хранился также жезл Моисея — крест, привезённый в Константинополь при Константине Великом. Во время больших императорских выходов его несли перед процессией веститоры. В том же храме хранились и другие императорские реликвии — трактат «О церемониях» сообщает о мечах, двух украшенных эмалью и драгоценными камнями золотых щитах и двух копьях.

### Торжественные выходы

#### Ежедневные выходы

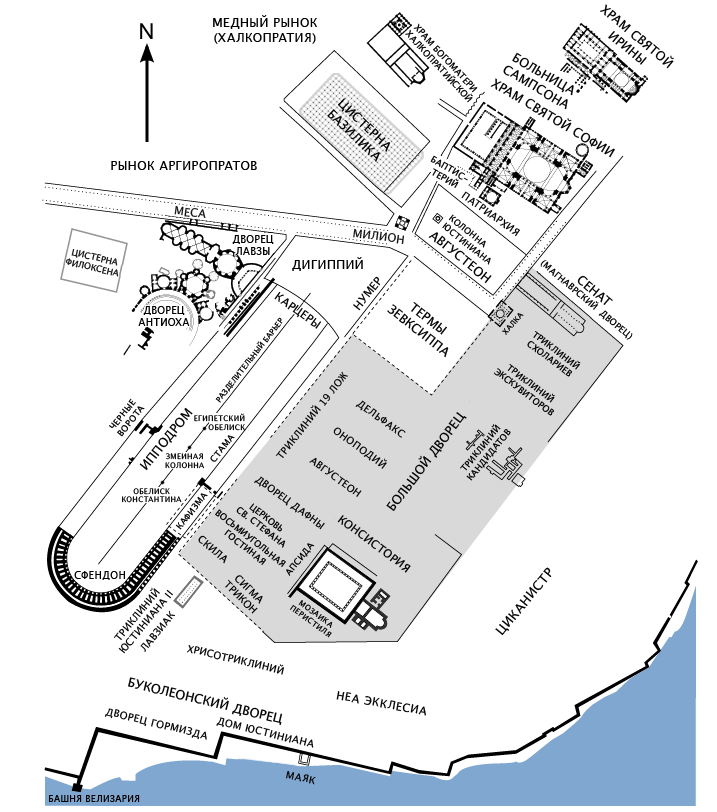
Карта центра Константинополя. Расположение строений Большого дворца показано согласно письменным источникам. Сохранившиеся постройки выделены чёрным

О том, как в X веке происходил ритуал ежедневного выхода византийского императора, известно из трактата «О церемониях». Обычным местом приёмов был Хрисотриклиний, хотя, например, император Феофил предпочитал использовать для этой цели залу Триконха. Церемония начиналась в 7 часов утра, когда главный ключник (великий папий) отпирал запертый на ночь дворец. После этого открывалась дверь из слоновой кости для того, чтобы во дворец могли войти назначенные на эту неделю стражники-этериоты и отпереть служебные двери, после чего великий этериарх и великий папий облачались в служебное верхнее одеяние скарамангий, проходили через Хрисотриклиний и отпирали дверь, ведшую из Орология в Лавзиак. Таким образом становился открытым служебный вход из внешних частей Большого дворца к царским покоям. Затем они отпирали парадный вход, ведущий из Лавзиака через Юстинианову палату и Скилы в крытый ипподром, где ожидали чиновники. Крытый ипподром, представлявший собой окружённый галереями прямоугольный сад, являлся частью старого верхнего дворца, и ворота в Скиле позволяли быстрее всего попасть в новую нижнюю часть дворца. Затем чиновники входили и рассаживались на скамьях согласно занимаемому положению. По завершении рассаживания к серебряным дверям, ведущим из Хрисотриклиния к покоям императора, подходил прикимирий диэтариев и трижды стучал в дверь. Дверь открывалась, выходил царь, облачался в скарамангий и проходил в Хрисотриклиний, где совершал молитву. После этого он садился на стоявшее в восточной конхе золочёное кресло, стоявшее справа от трона, и, обращаясь к папии, требовал позвать логофета. Это требование переадресовывалось адмиссионалию, который приводил логофета. Логофет по приходе падал ниц, а затем совершал доклад о важнейших событиях в империи, получал указания и уходил. Затем по приказу императора происходили вызовы чиновников, которых он желал видеть. Изначально в этом монарху помогал специальный чиновник, но затем эта обязанность была возложена на главу почтового ведомства логофета дрома. Воскресные приёмы отличались большей торжественностью и происходили несколько по другой схеме — доклады царю совершали распоряжающиеся торжествами препозиты, которые в ранний период входили для доклада сами, а позднее их вводил первый министр. Приём заканчивался в 9 часов утра, когда царь через папия распускал собравшихся. Папий, бренча ключами, давал знать об этом силенциарию, который криком «повелите» давал указание всем расходиться. Таким же образом проходили вечерние приёмы.
По воскресным дням после обедни чиновники снова собирались в Юстиниановой палате и ожидали приглашения некоторых из них к царскому столу. Свою волю император доносил через первого министра и препозита. На этих обедах император сидел в стороне от остальных. За одним столом с ним сидели только члены его семьи, патриарх, соправители и зоста патрикия, которые зачастую тоже были родственниками. Чиновники сидели за отдельными столами, близость которых к императорскому определялась согласно званию.
В XI веке, в связи со сложными взаимоотношениями между императорами Македонской династии, церемонии претерпели некоторые изменения. Если император сидел на престоле вместе с супругой или сотоварищами, то он имел «преимущество чести». Так, Роман III имел преимущество перед Зоей, но в совместном сидении Михаила Калафата и Зои первенство принадлежало последней. Ей же принадлежало первенство, когда она правила вместе с Феодорой. При Константине Мономахе Зоя сидела с одной стороны царя, Феодора с другой. При Константине X Дуке рядом с отцом сидел его старший сын Михаил. Его вдова Евдокия сидела на престоле вместе с сыновьями — она посередине, сыновья по сторонам, и честь принадлежала матери. Открытие и закрытие завесы сопровождалось славословиями. Обстановка этих выходов была одинакова во всех случаях, с добавлением большей торжественности при приёме послов. Если император находился вне столицы или в походе, то весь выход проходил по тому же протоколу, только в открытой палатке. Атталиат рассказывает, что, когда претендент Вриенний принял Мануила Ставроромана не в палатке, по обычаю царей, но верхом на лошади, это возбудило негодование; историк, рассказывая об этом факте, называет его делом позорным, которого истинный царь никогда не позволил себе с послом самого последнего этнарха.

#### Производство в чины
В воскресные дни нередко совершалось производство в чины. Возведение в самые высшие чины — кесаря, нобилиссима и реже некоторые другие — происходило, как правило, в большие праздники перед выходом в храм Святой Софии. Такие дни назывались «днями облачения», поскольку все члены синклита собирались во дворце в полной парадной форме. Возведение в звание магистра происходило обязательно в палате Констистории. Произведение в такие чины, как патрикия, стратега, и в звание зосты патрикии происходило в простые воскресные дни и второстепенные праздничные дни в Хрисотриклинии. Царь, выйдя из своих покоев и помолившись перед иконой Спасителя, облачался в дивитисий и хламиду и надевал корону. Затем он проходил в восточную конху и садился на трон, после чего папия или минсуратор наполняли залу благовонным дымом. После этого начинался ввод чиновников и происходила церемония, длившаяся примерно 1½ часа.

#### Внешние выходы
Наружные высочайшие выходы происходили по воскресным и праздничным дням — в ту или иную церковь. Царь отправлялся или пешком, если церковь была недалеко, например, дворцовый храм, храм Святой Софии, храм Спасителя в Халке, или верхом на лошади, если церковь находилась в отдалении, например, храм святых Апостолов, святых 40 мучеников и так далее. С каждым из этих выходов был связан особый церемониал. О выходах заранее объявлялось во всеуслышание. Шествие происходило по церемониалу, в известном порядке, в сопровождении телохранителей и сенаторов, со славословиями и пеанами. Император был одет в парадные, чрезвычайно тяжёлые одежды. В связи с этим существовал обычай, согласно которому после прочтения Евангелия императоры оставляли своё место в церкви и уходили отдохнуть от тяжести камней и разных драгоценностей, нанизанных и вотканных в их инсигнии. Придающий большое значение подобным вопросам Михаил Атталиат отмечает в Никифоре Вотаниате черту, которой он отличался от предшественников, состоявшую в том, что он не предпочитал свой отдых и комфорт божественному священнодействию, не стремился освободиться от безмерной тяжести одежд, но выстаивал литургии до конца.
На зрелище великого царского выхода собирался смотреть весь город, и, пользуясь этим случаем, народ временами не ограничивался принятыми славословиями и песнопениями, но высказывал иными способами знаки особого своего расположения и неприязни.

### Приём иностранных делегаций

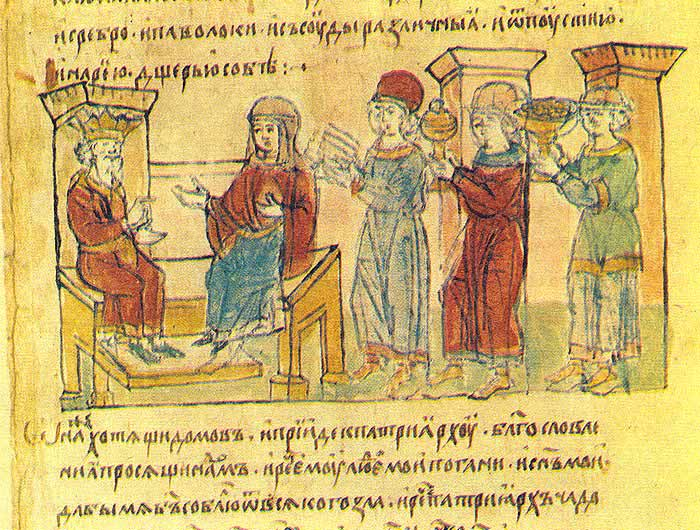
Приём княгини Ольги Константином Багрянородным. Миниатюра из Радзивилловской летописи, XV век

Государственные приёмы происходили в Магнаврском дворце, возле которого придворные собирались к 7 часам утра. После того как во дворец по системе коридоров прибывал император и занимал своё место на троне Соломона, придворных впускали в зал в сопровождении несущих жезлы остиариев. После того как чужестранец входил и падал ниц, начинали звучать органы партий венетов и прасинов. Встав, иноземец приближался ещё на несколько шагов к трону, после чего органы прекращали играть. После того как посол приближался на положенное расстояние, логофет дрома начинал задавать предписываемые протоколом вопросы — о здоровье его государя, его высших вельмож и благоденствии народа. Одновременно с этим начинал работать повергающий в изумление варваров механизм трона — львы на ступенях трона ревели и били хвостами, птицы пели на деревьях — «перед императорским троном стояло бронзовое, но позолоченное дерево, на ветвях которого сидели птицы различных видов, тоже бронзовые с позолотой, певшие на разные голоса согласно своей птичьей породе. Императорский же трон был построен столь искусно, что одно мгновение казался низким, в следующее — повыше, а вслед за тем — возвышенным; [трон этот] как будто охраняли огромной величины львы, не знаю из бронзы или из дерева, но покрытые золотом; они били хвостами о землю и, разинув пасть, подвижными языками издавали рычание». Автоматон останавливался в моменты, когда иностранец начинал говорить, и снова включался, когда тот уходил. В ходе этого действа протонотарий дрома вносил дары посла императору, и снова начинали играть органы. После завершения подношения даров наступали тишина и неподвижность. По знаку логофета чужеземец совершал проскинезу и выходил из зала под музыку вновь начинавших играть органов, замолкавших с его выходом. Приём на этом заканчивался. Практические вопросы во время этой церемонии не обсуждались.
Такой приём описан посетившим в X веке Константинополь Лиутпрандом Кремонским, чьи труды являются ценным источникам по церемониям византийского двора. В трактате «О церемониях» сообщается о трёх арабских посольствах, а также о визите княгини Ольги в царствование Константина Порфирородного. Как и в случае других зарубежных монархов, Ольга получила придворный титул, в её случае это был высший женский придворный титул зоста патрикия. Несмотря на то, что описание приёма, которого была удостоена Ольга, приведено Константином Порфирородным в чрезвычайных подробностях, современные исследователи затрудняются в определении, был ли он проведён оскорбительным или, наоборот, подобающим правительнице иностранного государства образом.

## Погребение
Императоров IV—V веков хоронили в саркофагах, изготовленных из порфирового мрамора, добываемого в Египте. Местом упокоения императоров до XI века была Церковь Апостолов, разрушенная вскоре после завоевания Константинополя в 1453 году турками-османами. Последним императором, похороненным там, был умерший в 1028 году Константин VIII, после чего церковь медленно приходила в упадок. После 1028 года местами захоронения были различные храмы и монастыри. Наибольшее количество императорских захоронений приходится на основанный в XII веке Комнинами монастырь Пантократора, где покоятся четыре императора (Иоанн II, Мануил I, Мануил II и Иоанн VIII).
В трактате «О церемониях» приводится перечень императорских захоронений, начиная с Константина Великого, с указанием материала, использованного для изготовления саркофага. Список доведён до правления Никифора Фоки. Ещё одним источником об императорских захоронениях является список, составленный в начале XIII века Николаем Месаритом. Этот документ упоминает только 13 монументальных саркофагов.

## Император в искусстве

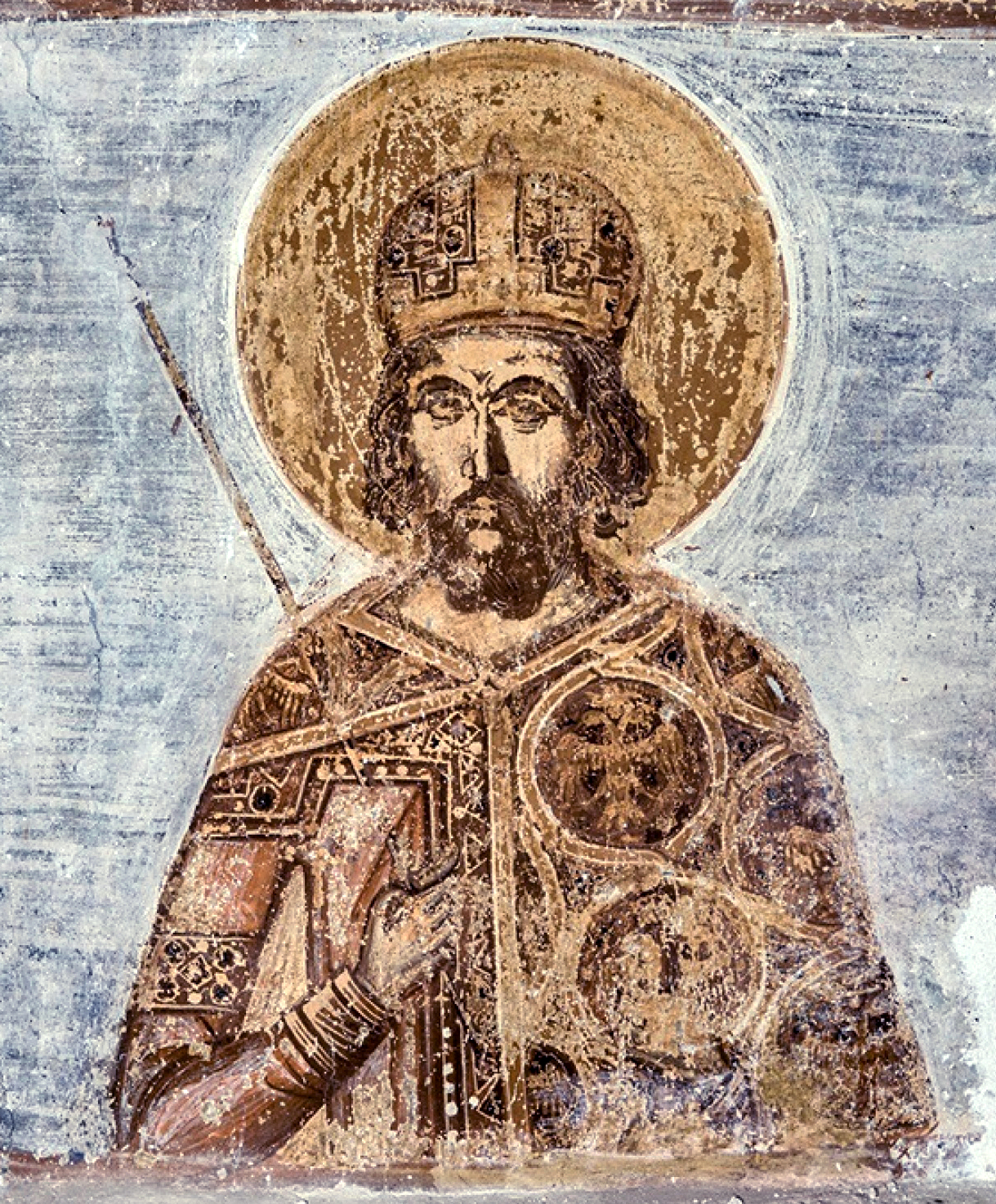
Константин XI Палеолог, фреска из Кафоликона монастыря Таксиархов в Эйялия, середина XV века.

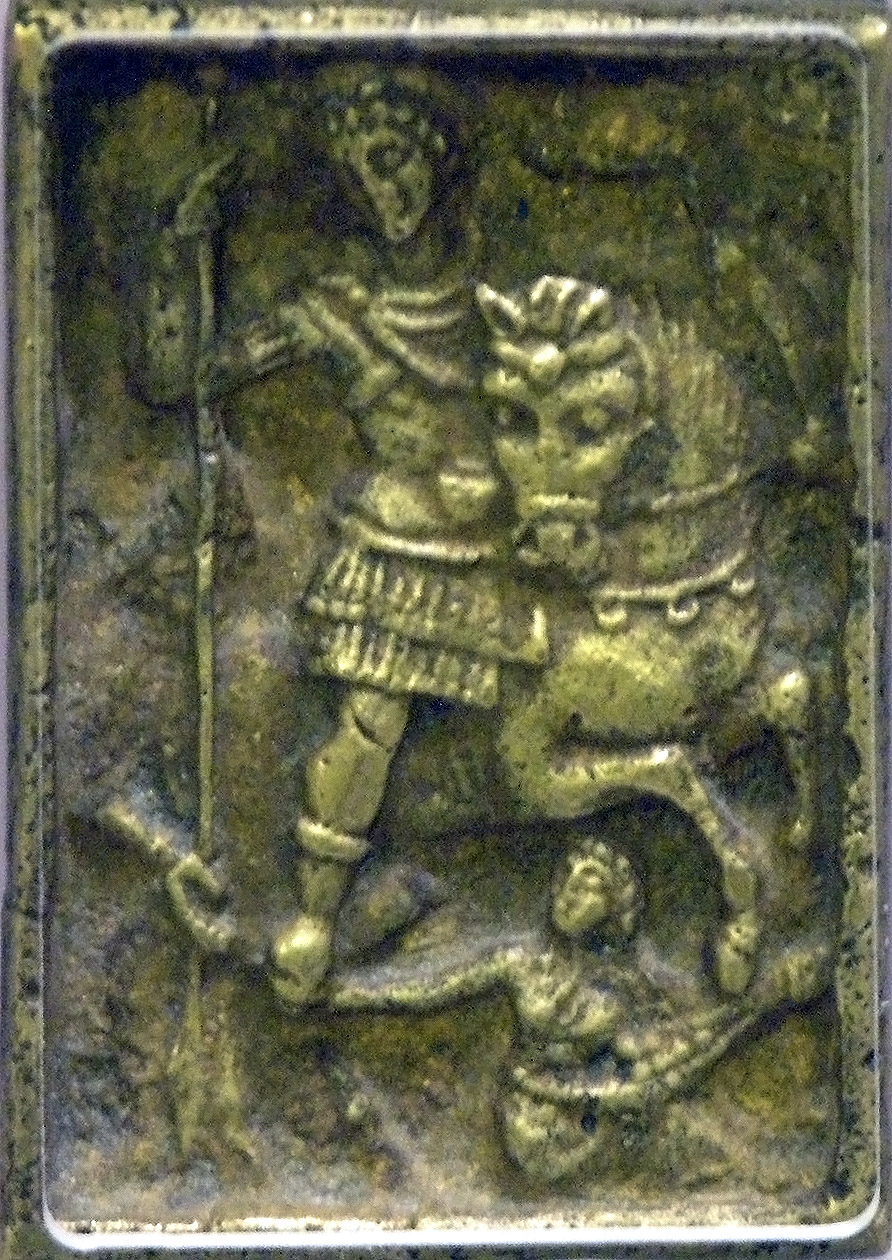
Изображение на бронзовой гире, в упрощённом виде имитирующее знаменитый Диптих Барберини. Афины, Византийский и христианский музей

Чрезвычайно обширный пласт византийского искусства посвящён изображению императора. Его особенностью является повторение на протяжении веков некоторого числа основных тем, приспособленных для показа основных аспектов императорской власти. В разные исторические эпохи иконографические и эстетические характеристики этих произведений менялись, варьировался список тем, делались акценты то на одной, то на другой группе сюжетов, но в целом цикл императорских изображений оставался одним и тем же.
В императорском искусстве изображение правителя занимает центральное положение в любом изображении и либо составляет ядро больших композиций, либо представлено единолично, обрамлённое красиво расположенными буквами имени монарха. Одиночные композиции имели характер официального портрета, если при этом выполнялись определённые условия: монарх должен был представать в предписанной позе, на нём должны быть соответствующие одежды и регалии. В таком случае портрет обладал ценностью официального документа. Культ этих изображений был особенно распространён в армии, где, начиная с IV века, каждое подразделение имело собственное изображение, для ношения которых была введена специальная должность лат. imaginarii. Начиная с 395 года, после раздела империи, с целью получения юридического признания императоры Востока и Запада отправляли коллеге своё «священное изображение» (лат. lauratae). Власть нового императора не считалась законной, пока его таким образом не признает правитель другой части империи. В провинции рассылались изображения императоров и императриц, и там они заменяли василевса в различных событиях общественной жизни: церемониях по случаю восшествия на престол, приведения к присяге, использовались в залах суда при вынесении приговора от имени монарха. При произведении в чин портреты императора выдавались чиновникам, а в некоторые эпохи они вышивались или прикреплялись к парадной одежде императрицы или высших чиновников. Портрет императора также добавлялся на предметы, посылаемые иностранным монархам, чтобы подтвердить договор о союзе или покровительстве. В некоторых случаях принятие такого подарка налагало на принимающего обязанность носить это изображение и признавать себя таким образом вассалом василевса. Портреты на гирях и клеймах гарантировали вес и качество металла. До нашего времени большинство из этих портретов не дошли, и они известны преимущественно по описаниям.
При этом было совершенно не обязательно, чтобы изображение императора имело черты сходства с оригиналом. Иногда изображения на монетах царствовавших друг за другом монархов ничем не отличались либо отличались небольшой характерной деталью, например, бородой. По мнению крупнейшего специалиста по византийскому искусству А. Грабара, такое упрощение нельзя объяснить только упрощённым видением художников Средневековья, это явление отражало то обстоятельство, что «в качестве темы портретного искусства император совсем не существует вне своего ранга или его социальной и одновременно мистической функции».
Одной из основных тем императорского искусства была победа императора и его символическое орудие победы, которое примерно с 400 года приняло форму креста, заменив в этом качестве лабарум. Другая категория изображений была призвана подчеркнуть власть василевса. В композициях со своими подданными император принимает поклонение и приношения народов, назначает чиновников и председательствует на церковных соборах. Композиции, на которых с императором изображён Христос, призваны подтвердить право василевса на господство. Для того, чтобы эта идея была донесена до подданных, оба вида композиций выражались одинаковыми иконографическими средствами.

## Статистические данные
Однозначно определённого перечня византийских императоров нет. Например, по подсчёту Г. Острогорского, с 324 по 1453 год Византией правили 88 императоров, тогда как Ш. Диля, их насчитывалось 107 с 395 года. Современный исследователь Р.-Й. Лили (Ralph-Johannes Lilie) насчитал 94 императора и самостоятельно правивших императриц. Даже если учитывать только тех их них, вступление во власть которых сопровождалось аккламацией и коронацией из рук патриарха, некоторые правители Византии классифицируются как узурпаторы. В среднем продолжительность одного царствования составляла приблизительно 12 лет, у узурпаторов 11 лет. При этом в истории Византии случались периоды смуты, когда смена власти происходила гораздо чаще — 7 императоров в период с 695 по 717 год, 5 императоров в 797—820 годах, 7 императоров в 1055—1081 годах, 6 в период с 1180 по 1204 год. Из всех династий, занимавших византийский престол, наиболее продолжительными были царствования Палеологов, правивших в последний период (1259—1453). 36 императоров были свергнуты, 5 или 6 (если учитывать Юлиана Отступника) пали в бою.

### Первичные источники
- Аммиан Марцеллин. Римская история / Пер. Ю. А. Кулаковского и А. И. Сонни под ред. Л. Ю. Лукомского. — СПб.: Алетейя, 1994. — 558 с. — (Серия «Античная библиотека». Раздел «Античная история»). — 5000 экз.
- Анна Комнина. Алексиада. — СПб.: Алетейя, 1996. — 704 с. — ISBN 5-89329-006-X.
- Никифор Григора. История ромеев. — СПб.: Своё издательство, 2013. — Т. I. — 438 с. — ISBN 978-5-4386-0136-4.
- Лиутпранд Кремонский. Антаподосис; Книга об Оттоне; Отчёт о посольстве в Константинополь / пер. И. Дьяконов. — М.: Русская панорама, 2006. — 192 с. — 1200 экз. — ISBN 5-93165-160-8.
- Михаил Пселл. Хронография. Краткая история / Любарский Я. Н.. — СПб.: Алетейя, 2003. — 397 с. — ISBN 5-89329-594-3.
- Продолжатель Феофана. Жизнеописания византийских царей / изд подготовил Любарский Я. Н. — 2 изд.. — СПб.: Алетейя, 2009. — 400 с. — (Византийская библиотека. Источники). — ISBN 978-5-91419-146-4.
- Феофан Исповедник. Летопись византийца Феофана от Диоклетиана до царей Михаила и сына его Феофилакта. — М., 1884.
- Pseudo-Kodinos. Traité des offices / Verpeaux J.. — Paris, 1966. — 420 p.

### Исследования
на английском языке
- Angelov A. In search of God's only emperor: basileus in Byzantine and modern historiography // Journal of Medieval History. — 2014. — Vol. 40, № 2. — P. 123—141. — doi:10.1080/03044181.2014.902398.
- Bellinger A. R.[англ.], Grierson P.[англ.]. Catalogue of the Byzantine Coins in the Dumbarton Oaks Collection and in the Whittemore Collection. — Dumbarton Oaks, 1993. — Vol. III. — 887 p. — ISBN 0-88402-045-2.
- Bellinger A. R., Grierson P. Catalogue of the Byzantine Coins in the Dumbarton Oaks Collection and in the Whittemore Collection. — Dumbarton Oaks, 1996. — Vol. IV. — 736 p. — ISBN 0-88402-233-1.
- Bury J. B. The constitution of the Later Roman Empire. — Oxford: Oxford Univ. Press, 1910. — 49 p.
- Bury J. B. A History of the Eastern Roman Empire from the fall of Irene to the accession of Basil I (A. D. 802—867)). — London: Macmillan & Co., 1912. — 530 p.
- Dagron G. Emperor and Priest. The Imperial Office in Byzantium. — Cambridge University Press, 2003. — 337 p.
- Evans E., Wixom W. D. Art and Culture of the Middle Byzantine Era, A.D. 843—1261. — Metropolitan Museum of Art, 1997. — 604 p. — ISBN 0-87099-778-5.
- Garland L. Byzantine Empresses: Women and Power in Byzantium AD 527—1204. — Routledge, 1999. — 343 p. — ISBN 0-415-14688-7.
- Grierson P. Election and Inheritance in Early Germanic Kingship // Cambridge Historical Journal. — 1941. — Vol. 7, № 1. — P. 1—22. — JSTOR 3020840.
- Featherstone J. Emperor and Court // The Oxford Handbook of Byzantine studies. — Oxford University Press, 2008. — P. 505—517. — ISBN 978-0-19-925246-6.
- Kelly Ch. Emperors, Government and Bureaucracy // CAH. — Cambridge University Press, 1998. — Vol. XIII. — P. 138—183. — ISBN 978-0-521-30200-5.
- Kern F. Kingship and Law in the Middle Ages. — Oxford: Basil Blackwell, 1939. — 214 p.
- Magdalino P.[англ.]. Aspects of Twelfth-Century Byzantine Kaiserkritik // Speculum. — 1983. — Vol. 58, № 2. — P. 326—346. — JSTOR 2848257.
- Maguire H. Byzantine Court Culture from 829 to 1204. — Dumbarton Oaks, 1997. — 264 p. — ISBN 0-88402-308-7.
- Kazhdan, Alexander, ed. (1991). The Oxford Dictionary of Byzantium. Oxford University Press: Oxford and New York. ISBN 0-19-504652-8.
- Vasiliev A. A. Imperial Porphyry Sarcophagi in Constantinople // Dumbarton Oaks Papers. — Dumbarton Oaks, 1948. — Vol. 4. — P. 3—26. — JSTOR 1291047.

на немецком языке
- Dölger F. Johannes VI. Kantakuzenos als dynastischer Legitimist // Анналы института имени Н. П. Кондакова. — Прага, 1938. — Bd. X. — S. 19—30.
- Karayannopulos J. Der frühbyzantinische Kaiser // Byzantinische Zeitschrift. — München, 1956. — Bd. 49. — S. 369—384.
- Lilie R.-J. Der Kaiser in der Statistik. Subversive Gedanken zur angeblichen Allmacht der byzantinischen Kaiser // Hypermachos: Studien zu Byzantinistik, Armenologie und Georgistik. — 2007. — S. 211—233.
- Mommsen T. Abriss des römischen Staatsrechts. — Leipzig, 1893. — 363 S.
- Sinogowitz B. Über das byzantinische Kaisertum nach dem Vierten Kreuzzuge (1204-1205) // Byzantinische Zeitschrift. — München, 1952. — Bd. 45. — S. 345—356.
- Weiss G. Joannes Kantakuzenos — Aristokrat, Staatsmann, Kaiser und Mönchin der Gesellschaftsentwicklung von Byzanz im 14. Jahrhundert. — Wiesbaden, 1969. — 174 S.

на русском языке
- Беляев Д. Ф. Обзор главных частей Большого дворца византийских царей. — Byzantina. Очерки, материалы и заметки по византийским древностям. — СПб.: Типография Императорской Академии наук, 1891. — Т. I. — 200 с.
- Беляев Д. Ф. Ежедневные и воскресные приёмы византийских царей и праздничные выходы их в храм св. Софии в IX—X в. — Byzantina. Очерки, материалы и заметки по византийским древностям. — СПб.: Типография И. Н. Скороходова, 1893. — Т. II. — 308 с.
- Беляев Д. Ф. Богомольные выходы византийских царей в городские и пригородные храмы Константинополя. — Byzantina. Очерки, материалы и заметки по византийским древностям. — СПб.: Типография И. Н. Скороходова, 1906. — Т. III. — 189 с.
- Вальденберг В. Е. История византийской политической литературы в связи с историей философских течений и законодательства. — СПб.: Дмитрий Буланин, 2008. — 536 с. — ISBN 978-5-86007-581-8.
- Величко А. М. История византийских императоров. В 5 тт. М., Изд. ФИВ. 2009.
- Величко А. М. Политико-правовые очерки по истории Византийской империи. М., Изд. ФондИВ. 2008. — 248 с.
- Величко А. М. Церковь и император в византийской и русской традиции (историко-правовые очерки). СПб., Изд. Юридического института. 2006. — 237 с.
- Вернадский Г. В. Византийские учения о власти императора и патриарха // Сборник статей, посвященных памяти Н. П. Кондакова. — Прага, 1926. — С. 143—154.
- Грабар А. Император в византийском искусстве. — М.: Ладомир, 2000. — 328 с. — ISBN 5-86218-308-6.
- Дагрон Ж. Восточный цезаропапизм // ГЕNNADΙΟΣ. — М.: Индрик, 2000. — С. 80—99. — ISBN 5-85759-068-X.
- Диль Ш. Основные проблемы византийской истории. — М., 1947. — 182 с.
- Жаворонков П. И. Избрание и коронация никейских императоров // Византийский временник. — М.: Наука, 1988. — № 49. — С. 55—59.
- Жолие-Леви К. Образ власти в искусстве Македонской эпохи (867—1056) // Византийский временник. — М.: Наука, 1988. — Т. 49. — С. 143—162.
- Князький И. О. Император Диоклетиан и закат античного мира. — СПб.: Алетейя, 2010. — 144 с. — (Античная библиотека. Исследования). — ISBN 978-5-91419-310-9.
- Кулаковский Ю. А. История Византии. — СПб.: Алетейя, 2003. — Т. I. — 492 с. — ISBN 5-89329-618-4.
- Кулаковский Ю. А. История Византии. — СПб.: Алетейя, 1995. — Т. III. — 454 с. — ISBN 5-89329-618-4.
- Левченко М. В. Венеты и прасины в Византии V-VII вв. // Византийский временник. — 1947. — Т. 1. — С. 164—183.
- Литаврин Г. Г. Путешествие русской княгини Ольги в Константинополь: Проблема источников // Византийский временник. — М.: Наука, 1981. — № 42. — С. 35—48.
- Медведев И. П. Правовая культура Византийской империи. — СПб.: Алетейя, 2001. — 576 с. — (Византийская библиотека. Исследования). — ISBN 5-89329-426-2.
- Острогорский Г. А. Эволюция византийского обряда коронования // Византия. Южные славяне и Древняя Русь. Западная Европа: Искусство и культура. — М.: Наука, 1973. — С. 33—42.
- Острогорский Г. А. История Византийского государства / Пер. с нем.: М. В. Грацианский. Ред. П. В. Кузенков. — М.: Сибирская Благозвонница, 2011. — 895 с. — ISBN 978-5-91362-458-1.
- Пигулевская Н. В. Византия и Иран на рубеже VI-VII вв. / Отв. редактор акад. В. В. Струве. — М.‒ Л.: Издательство Академии наук СССР, 1946. — 291 с. — (Труды института востоковедения, т. XLVI).
- Поляковская М. А. Император и народ в Византии XIV в. в рамках церемониального пространства // Материалы XI Международных научных Сюзюмовских чтений. — Екатеринбург, 2003. — № 34. — С. 314—321.
- Поляковская М. А. Сакрализация парадной жизни византийского императорского дворца эпохи Палеологов // Известия Уральского государственного университета. — Екатеринбург, 2009. — № 4 (66). — С. 229—237.
- Поляковская М. А. Поздневизантийский чин коронования василевса // Византийский временник. — М.: Наука, 2009. — № 68. — С. 5—24. Архивировано 4 марта 2016 года.
- Сильвестрова Е. В. Lex Generalis Императорская конституция в системе источников греко-римского права V—X вв. н.э.. — М.: Индрик, 2007. — 246 с. — ISBN 978-5-85759-427-8.
- Скабаланович Н. А. Византийское государство и церковь в XI веке. — СПб.: Издательство Олега Абышко, 2004. — Т. I. — 448 с. — ISBN 5-89740-107-4.
- Ульянов О. Г. О времени возникновения инаугурационного миропомазания в Византии, на Западе и в Древней Руси // Русь и Византия: Место стран византийского круга во взаимоотношениях Востока и Запада: Тезисы докладов XVIII Всероссийской научной сессии византинистов. — М.: ИВИ РАН, 2008. — С. 133—140. — ISBN 5-94067-244-2.
- Успенский Б. А. Царь и император. Помазание на царство и семантика монарших титулов. — М.: Языки российской культуры, 2000. — 144 с. — ISBN 5-7859--145-5.
- Чекалова А. А. Архонты и сенаторы в избрании византийского императора (IV-первая половина VII в.) // Византийский временник. — М.: Наука, 2003. — Т. 62 (87). — С. 6—20.

на французском языке
- Ahrweiler H. L'idéologie politique de l'Empire byzantin. — Paris: Presses universitaires de France, 1975. — 158 p.
- Bratianu G. I. Empire et "Démocratie" à Byzance // Byzantinische Zeitschrift. — 1937. — Т. 37. — С. 86—111.
- Bréhier L. L'origne des titres impériaux à Byzance // Byzantinische Zeitschrift. — Leipzig, 1906. — Т. XV. — С. 161—178.
- Bréhier L., Batiffol P. Les survivances du culte impérial romain. — Paris, 1920. — 73 p.
- Gasquet A. De l'autorité impériale en matière religieuse à Byzance. — Paris, 1879. — 269 p.
- Guilland R. Études de topographie de Constantinople byzantine. — Berlin: Akademie-Verlag, 1969. — 595 p.
- Laurent V. Notes de titulature byzantine // Échos d'Orient. — 1939. — Т. 38, № 195—196. — С. 355—370. — doi:10.3406/rebyz.1939.2941.
- Mortreuil J. A. B. Histoire du droit byzantin, ou du droit romain dans l'Empire d'Orient, depuis la mort de Justinien jusqu'à la prise de Constantinople en 1453. — Paris, 1847. — 508 p.
- Paillard A. Histoire de la transmission du pouvoir impérial à Rome et à Constantinople. — Paris, 1875. — 521 p.
- Raybaud L. P. Le gouvernement et l'administration centrale de l'Empire byzantin sour les premiers Paléologues (1258—1354). — Paris, 1968. — 293 p.
- Sabatier J. Description générale des monnaies byzantines frappées sous les empereurs d'Orient depuis Arcadius jusqu'à la prise de Constantinople par Mahomet II. — Paris, 1862. — Т. I.